# Incube
Vous lisez un « article de qualité » labellisé en 2011.

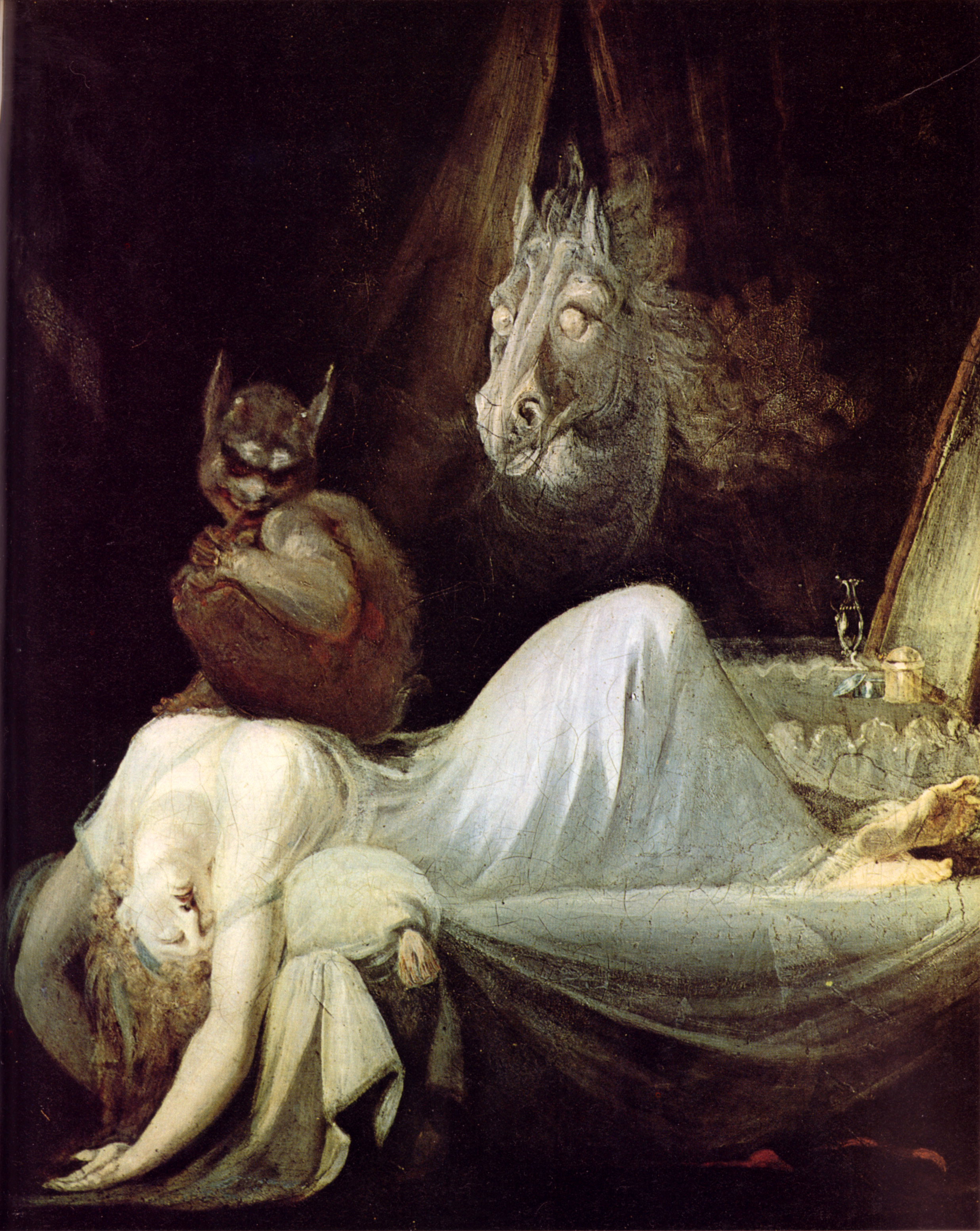
Le Cauchemar par Johann Heinrich Füssli, 1802 (huile sur toile).

Un incube (du latin incubus signifiant « couché sur », pluriel incubi ; ou incubo, pluriel incubones) est un démon mâle qui prend corps pour abuser sexuellement d’un être endormi. Velu, hirsute et souvent représenté comme possédant des pieds de bouc, le démon incube pèse sur la poitrine de sa victime endormie et peut même l'étouffer. Son équivalent féminin est le succube.
La civilisation mésopotamienne le connaît sous le nom Lilū, mais c'est dans la Grèce antique que l'« éphialtès » est perçu pour être un démon qui s'attaque au dormeur. Les médecins grecs en font un être indissociable du phénomène cauchemardesque. Au Moyen Âge, l'incube est assimilé au diable, qui passe pour s'unir sexuellement aux sorcières transportées au cours du sabbat. Alors que le Malleus Maleficarum en fait une figure diabolique de l'impureté, des théologiens et démonologues chrétiens, comme saint Augustin, Jean Bodin ou Martín Antonio Delrío, débattent de sa réalité et de son pouvoir sur l'âme. Le terme est ainsi particulièrement en usage dans les écrits ecclésiastiques du Moyen Âge pour signifier l'hérésie du commerce sexuel avec le diable.
Dès le XVIe siècle, des praticiens comme Jean Wier et Scipion Dupleix contribuent à faire passer le phénomène du domaine religieux au domaine médical, puis à la psychiatrie naissante. Louis Dubosquet, en 1815, considère l'incube comme une production fantasmatique produite par l'état d'angoisse constitutif du cauchemar. La psychanalyse et la psychiatrie moderne classent les apparitions d'incubes comme des délires psychotiques et hallucinatoires similaires à ceux prenant part dans la zoopsie. La psychiatrie moderne fait de l'incube une représentation imaginale de troubles nocturnes liés à une déviance libidinale.
D'une connotation sexuelle très forte, les récits d'attaques d'incubes, véhiculés par la littérature, sont teintés d'une ambivalence à l'égard des sentiments de la victime. Tantôt plaisants, ils peuvent se transformer en cauchemar. Les enfants nés d'une relation avec un incube sont courants dans les mythologies ou les folklores ; on leur prête souvent des pouvoirs exceptionnels, ainsi qu'un destin unique. L'enchanteur Merlin, par exemple, passe pour avoir été engendré par un incube. Les descriptions ethnographiques montrent que l'incube demeure une réalité dans certaines cultures. Il est souvent considéré comme un esprit médiateur entre le chaman et le monde invisible.
Les explications sont nombreuses. Symboliques, psychanalytiques ou physiologiques, les causes des apparitions d'incubes tiennent à la fois de l'imaginaire et du médical. Lié fortement au cauchemar, l'incube est l'un des démons les moins représentés par l'iconographie. Hormis des représentations artistiques, comme celles de Johann Heinrich Füssli, ou littéraires, comme celles décrites par Pétrone ou Maupassant, l'incube constitue un démon peu identifiable, tour à tour apparenté aux dieux Pan ou Faunus.

## Origine du terme

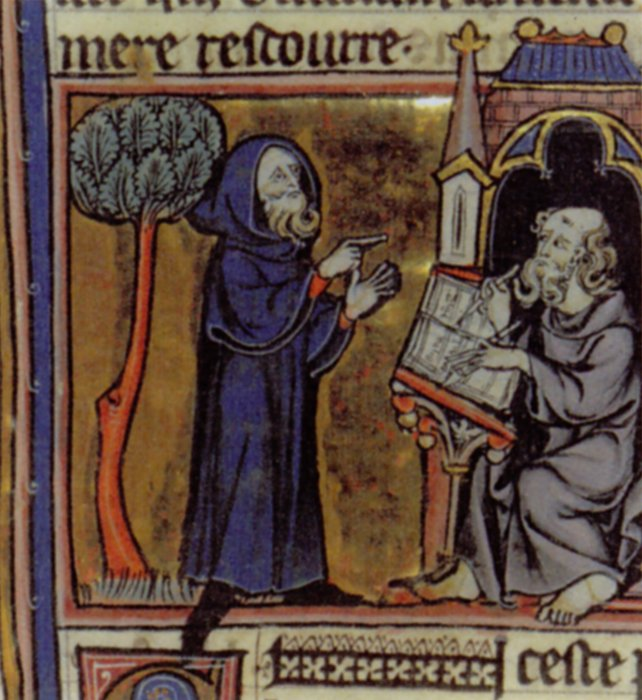
Merlin serait né de la relation d'un incube avec une mortelle (enluminure d’un manuscrit français du XIIIe siècle).

Selon Bloch et Wartburg, le mot « incube » (rarement « incubat ») apparaît vers 1372 pour désigner spécifiquement un démon mâle. Il dérive du latin classique incubo, formé sur in- (« sur ») et -cubare (« coucher »), et signifie donc « couché sur »,. Le mot incubus n'est cependant pas employé en latin, qui désigne ce phénomène sous le nom de Lamia, en référence à la créature nommée « Lamie ».
Selon Louis Dochez et Claude Lecouteux, le mot « cauchemar » (du latin calca, foulure, et mala, mauvaise) proviendrait du nom donné à un incube et désignerait donc une « oppression ou étouffement qui survient quelquefois durant le sommeil », étymologie possible relevée également par A. de Chevallet, qui y voit un mot d'origine germanique. Outre-Rhin, la Mähre, Mara en Scandinavie et Mare en Angleterre est une créature fantomatique qui pèse sur ses victimes. En ancien français, le cauchemar est appelé « appesart ». En italien actuel, le mot cauchemar (avec ou sans connotation sexuelle) se traduit par le mot incubo.
Dans la Rome antique, l'« incubus » désigne à la fois un démon masculin qui possède les femmes mais aussi le cauchemar. Les Grecs utilisent le terme d'« éphialtès » (en grec ancien Ἐφιάλτης / Ephiáltês), signifiant également le « cauchemar », mais ce vocable a disparu dans les langues modernes. Le médecin grec Galien en fait un synonyme de la paralysie du sommeil. L'oneirodyna (« douleur pendant le songe » en grec) correspond en effet à un sentiment de suffocation, cause d'anxiété.
La littérature européenne a conservé la figure de l'incube. Il existe en effet une référence, en ancien français, sous la forme « enquibedes », telle qu'elle apparaît dans l'ouvrage Merlin-Huth (ou Suite de Merlin) attribué à Robert de Boron. L'auteur fait ainsi de l'enchanteur Merlin le fils d’un démon incube : « Je voil que tu saiches et croies que je sui filz d’un ennemi qui engingna ma mere, et cele meniere d’enemi qui me conçut a non enquibedes et sont et repairent en l’air » nommé par extension « Enquibedes », parfois « Ygerne ». Ce dernier serait un démon de l'air, entré par effraction alors que la porte de la chambre de la mère de Merlin était fermée à clef. On retrouve également la trace de l'incube dans l'ancien arabe littéraire (période de naissance de l'islam), à travers le terme « al-jâthôm » (الجاثوم) qui sert pour désigner la paralysie du sommeil, le cauchemar, mais aussi « un esprit mâle qui prend les femmes pendant leur sommeil ». Le terme vient d'un verbe signifiant « prendre dans ses bras » avec une forte connotation de maternalisme ; un des termes dérivant de ce verbe est le mot arabe pour « crèche ». Selon le médecin John Allen, les praticiens arabes font de l'incube les signes avant-coureurs d'une épilepsie nocturne.

## Descriptions de l'incube

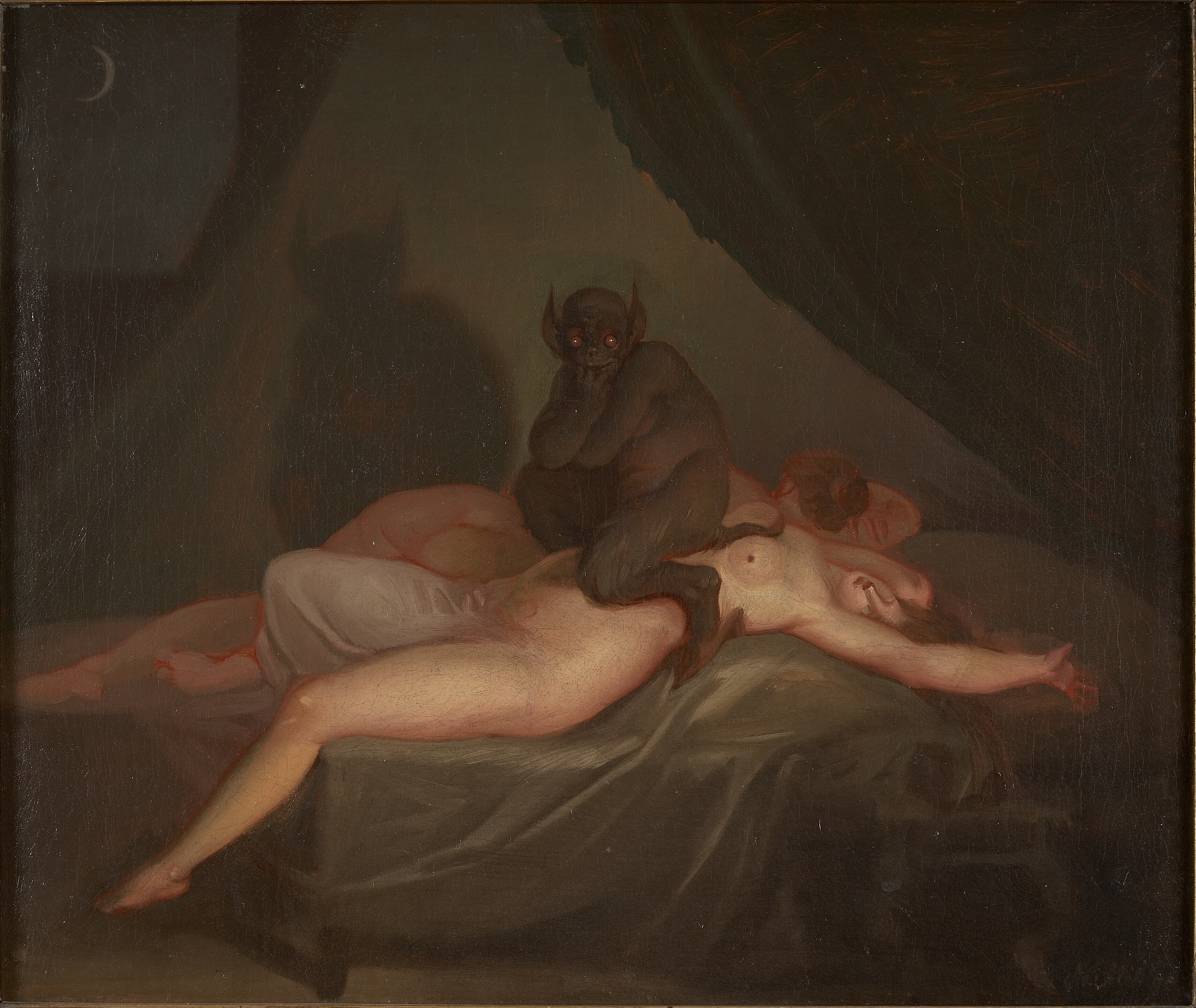
Le Cauchemar, par Nicolai Abraham Abildgaard (1800) (huile sur toile).

Selon Françoise Gury, « la variété des physionomies que la littérature latine prête aux démons incubes témoigne de la diversité des êtres auxquels ils sont assimilés ». Tour à tour hirsutes et velus, similaires aux satyres (possédant des cornes et des pieds de boucs), les incubes sont fréquemment assimilés au dieu Pan. Ils possèdent souvent un comportement qualifié de « lubriques ». Dans l'Antiquité, ils sont parfois représentés portant des bonnets coniques (le pileus), semblable à celui qui coiffe les esclaves romains affranchis, en particulier sur des pièces de monnaie. Un éphialtès apparaît sous cette forme sur des pièces de monnaie de Bithynie et de Galatie. Selon l'écrivain latin Pétrone, le fait de s'emparer du pileus porté par l'incube assure de la découverte d'un trésor. Au Moyen Âge, l'incube est représenté sous la forme caprine du diable, parfois sous celle d'un homme en noir possédant un sexe démesuré, attribut hérité de ses ancêtres, la race des géants antédiluvienne. Enfin, comme celui du diable, son sperme est réputé froid « comme de la glace ».
L'incube est le seul démon qui doit son statut non à sa nature, annoncée par une mythologie particulière, mais à sa fonction, à savoir celle de peser sur le sommeil des femmes ou de certains hommes. Cette action oppressante est décrite depuis l'Antiquité mais est davantage répandue au Moyen Âge :

« À partir de quels symptômes peut-on repérer celui qui est tourmenté par un incube ? À partir du mouvement difficile du corps ainsi que de la torpeur, d’un sommeil aussi anormalement lourd, d’une sensation d’accablement qui l’oppresse, de sorte qu’il se sent suffoquer quand il dort ou qu’il pense que quelqu’un l’a assailli qui, en oppressant son corps, s’efforce de le faire s’évanouir par étouffement. »

— Michel Psellos
Sa forme est variable, parfois éthéré, il peut prendre possession d'un corps humain ou animal, voire celui d'un autre démon ou esprit. Il est ainsi doué de mutabilité. Cette variabilité de ses représentations, païennes comme chrétiennes, ne permet pas d'affirmer qu'une iconographie lui soit propre. Selon Claude Lecouteux, la figure de l'incube est indissociable du cauchemar, en particulier dès l'époque médiévale, à partir de laquelle il n'est plus « une forme de songe fort désagréable mais une entité qui se jette sur vous la nuit et provoque une sensation d’étranglement (…) ; une créature maléfique qui afflige les dormeurs et possède a priori trois dimensions, un poids, des sentiments et une volonté. »

## Antiquité

### Le mythe sumérien

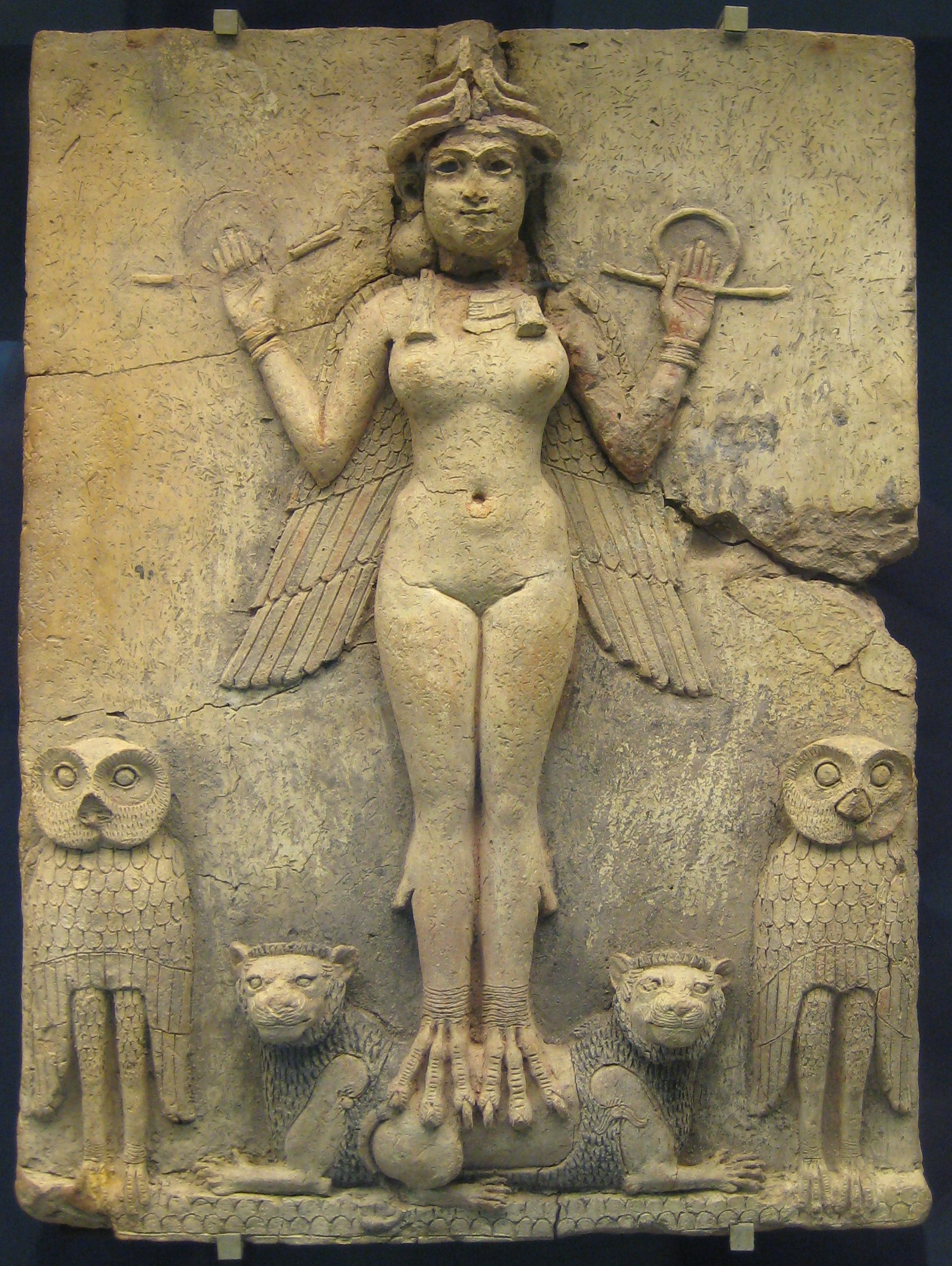
Plaque Burney. La possible déesse mésopotamienne de la Nuit Lilītu (contesté).

La première allusion à un incube provient de Mésopotamie. L'incube et le succube sont appelés respectivement en akkadien lillal et kiel-lillal, mais aussi lilū (« mâle nocturne ») et lilītu (« femelle nocturne »), en assyrien sémitique. Ces termes renverraient à des figures mythologiques. La Liste royale sumérienne datant de 2400 av. J.-C. évoque en effet le père du héros Gilgamesh, Lilū, comme étant un séducteur des femmes pendant leur sommeil. Un démon femme qui s'en prend aux mâles endormis, Lilītu, existe aussi. Les deux créatures s'attaquent aux jeunes mariés mais peuvent aussi inspirer des visions nocturnes. Deux autres démons, formant un couple, apparaissent dans le panthéon mésopotamien : Ardat Lili (« ravisseur femelle de la lumière »), qui rend visite aux hommes mariés durant la nuit et s'en fait enfanter, et Irdu Lili (« ravisseur mâle de la lumière »), qui, lui, va vers les femmes mariées. D'abord démons de la tempête, semble-t-il, ils sont devenus peu à peu apparentés à la nuit, mais aussi au vent, à l'esprit (au sens de mouvement invisible) et, par extension, à l'épilepsie. Le Pahad Laylâ (« terreur de la nuit ») hébreu, cité dans l'Ancien Testament (Psaumes, 91, 5), possède des traits similaires aux démons incubes et succubes mésopotamiens.

### L'éphialtès grec
Le cauchemar est assimilé à une figure démoniaque dès l'Antiquité. La figure de l'incube apparaît dans la Grèce antique, sous le terme d'« éphialtès » (Ἐφιάλτης). Thémison de Laodicée parle ainsi d'un démon « étouffeur », conception reprise par de nombreux autres médecins antiques mais aussi par les dramaturges comme Aristophane. Le phénomène survient pendant le sommeil et accable physiquement le dormeur dont le langage est réduit à quelques sons inarticulés. Selon Élisabeth Pradoura, l'éphialtès est un démon qui saute à la gorge du dormeur.
Selon Gabriele Fois-Kaschel, les médecins Soranos et Paul d’Égine rapportent que « le dormeur a l’impression que le démon assis sur la poitrine essaie de le violer » mais qu'il « se dérobe aussitôt que ce dernier le saisit par les doigts, joint les mains ou serre le poing. » Gabriele Fois-Kaschel explique également que les médecins de l’Antiquité ont déjà observé de véritables épidémies de cauchemar, comme celle rapportée par un médecin du nom de Télémaque et reprise par Caelius Aurelianus dans ses Maladies chroniques. Ainsi, dès l'Antiquité, plusieurs médecins et écrivains, comme Soranos d'Éphèse, Pline ou Plutarque, ne croient pas en la matérialité du démon, y voyant plutôt le résultat d'un délire provoqué par une maladie. Le médecin Rufus d’Éphèse évoque lui aussi l'incube :

« Quand survient un incube, qu’on commence par un vomissement ou une purgation, qu’il soit affaibli par sa diète, que sa tête soit purgée par des sternutatoires et des gargarismes et qu’ensuite il soit enduit d’un onguent d’huile de castor et de produits semblables à celui-ci, afin qu’il ne puisse aller jusqu’à l’apoplexie. »

— Rufus d’Éphèse
L'incube est étroitement lié, chez les Grecs, à la notion de « sommeil du Temple » ou incubatio qui consistait en l'union d'un Dieu et d'un(e) mortel(le), notamment dans le cadre du traitement de la stérilité. Toutefois, dans la mythologie grecque, l'incube, souvent un dieu, passe aussi pour avoir engendré des hommes célèbres. Selon son biographe supposé, Suidas, Apollonios de Tyane serait le fils d'un incube, de même que Servius Tullius, dont la mère était esclave. Alexandre le Grand aurait été le fils de l'union entre Olympias et Zeus : « Olympias eut l’impression, durant la nuit où ils s’unirent dans la chambre que la foudre avec le tonnerre lui tombait sur l’estomac » explique Wilhelm Heinrich Roscher, citant Plutarque dans sa Vie d’Alexandre. Les dieux se liaient souvent aux mortelles de force, ainsi que l'explique Voltaire :

« Remarquons seulement que les dieux se déguisaient fort souvent pour venir à bout de nos filles, tantôt en aigle, tantôt en pigeon ou en cygne, ou pluie d’or mais les déesses ne se déguisaient jamais ; elles n’avaient qu’à se montrer pour plaire. »

— Voltaire, Dictionnaire philosophique
D'autre part, le Sphinx que combat Œdipe appartiendrait à la classe des incubes et succubes. Selon Marie Delcourt, la représentation iconographique du sphinx présente des attributs similaires à celle de l'incube, comme la capacité à peser sur le corps, à effectuer des strangulations ou à ravir ses victimes. La passivité de ces dernières est semblable à celle des hommes ou femmes endormis sur lesquels pèse le démon incube. Enfin, l'étymologie du nom « sphinx » aurait un lien avec le sème de la suffocation.

### Croyance romaine

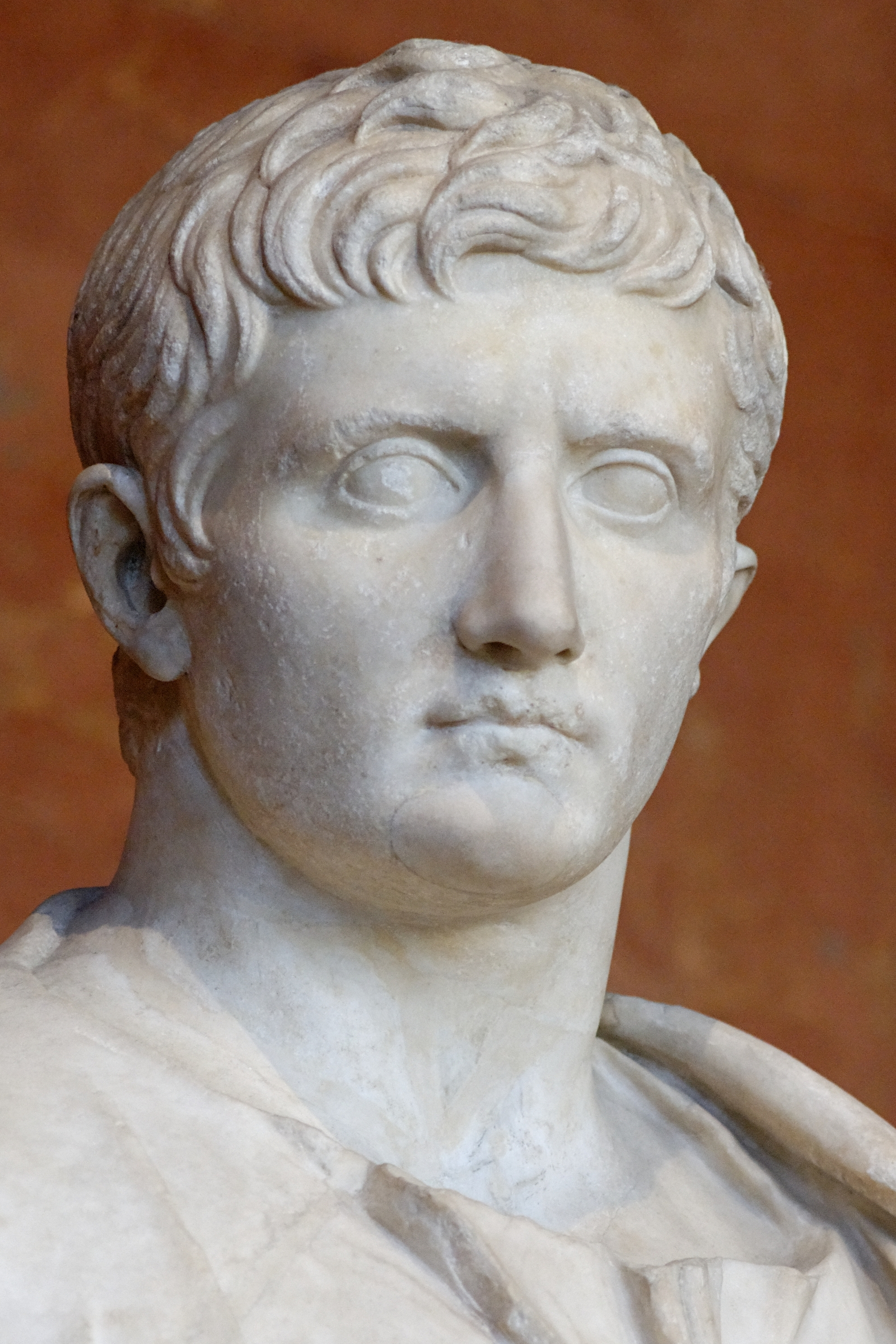
Auguste jeune, vers 30-20 av. J.-C., musée du Louvre.

La religion romaine considère également que des hommes d'exception sont engendrés par des démons incubes. Auguste serait quant à lui le fils d'Apollon et d'Atia Balba Caesonia d'après Suétone dans sa Vie des douze Césars. L'écrivain romain explique en effet que :

« dans les Recueils d’aventures divines d’Asclépias de Mendès, je trouve l’histoire suivante. Atia, s’étant rendue au milieu de la nuit à une cérémonie solennelle en l’honneur d’Apollon, fit placer sa litière dans le temple et s’y endormit, tandis que les autres matrones dormaient ; or un serpent se glissa tout à coup auprès d’elle et se retira bientôt après ; à son réveil elle se purifia comme si elle sortait d’une union avec son mari ; et dès lors elle exhiba sur le corps une tache en forme de serpent et jamais elle ne put la faire disparaître, de sorte qu’elle dut renoncer aux bains publics. Et comme Auguste naquit neuf mois après, il fut considéré dès lors comme fils d’Apollon. »

— Suétone, Vie des douze Césars
C'est en effet dans la Rome antique que le terme d'« incube » apparaît. L'incubus (incubi au pluriel) « appartiennent au folklore latin et à l'espèce des démons écrasants, connaît par ailleurs l'ensemble du monde indo-européen ». Chez les Gaulois, les incubes se nommaient Dusii (Dusiens), d'après Isidore de Séville et saint Augustin. Dès le IVe siècle, les incubes sont identifiés à des divinités champêtres latines, comme les faunes ou les satyres, notamment par Pline qui, dans son Histoire naturelle, parle de Ludibria Faunorum, et par Dioscoride qui recommande la pivoine contre les incubes, puis par saint Augustin et saint Jérôme. Il existe ainsi de nombreuses iconographies qui présentent l'incube sous les traits de Pan ou d'un satyre, et réciproquement. Les démons sont signalés par leur énergie libidinale et par leurs victimes féminines. Pline parle de leur pouvoir de générer des cauchemars, à la suite des accouplements qu'ils mènent avec les hommes et femmes, y compris avec des animaux,. Les incubes sont tour à tour assimilés à Faunus, à des divinités nocturnes, à Hécate ou aux Larves. Ils peuvent posséder des ongles acérés, similaires à ceux des oiseaux de proie remarque Horace. Ce dernier rapporte ainsi une légende qui veut que l'enfant sacrifié par la sorcière Canidie lui ait, avant de mourir, annoncé revenir sous la forme d'une larve munie de griffes afin de se venger. Comme en Grèce, un incube serait capable de provoquer une épidémie dans Rome, ce que rapporte un médecin nommé Silimaque.
De plus, l'explication médicale, par la vision cauchemardesque, c'est-à-dire sans crédit accordé à la réalité de l'entité, existe déjà. En effet, le médecin latin Caelius Aurelianus distingue plusieurs symptômes comme le poids sur la région gastrique, la difficulté à se mouvoir, respirer, parler, et enfin les hallucinations. Il considère que le malade est atteint d'épilepsie. L'« incube », ou conferentes dans le vocabulaire de Macrobe, désigne les phénomènes apparentés au cauchemar, et revenant par là aux conceptions admises dans l'Antiquité grecque surtout. Dans sa classification des rêves en effet, établie dans le Commentaire au Songe de Scipion (Ve siècle), la vision de démons lors d'un songe appartient à la classe de rêves dits phantasmata. Ce type de rêve dépend en partie d'un trouble physiologique, comme celui provoqué par l'alimentation ou la maladie. Pour Macrobe, l'incube, qu'il nomme « spectre », est une image provoquée par un φάντασμα (phántasma), c'est-à-dire un rêve lors du demi-sommeil (rêve hypnagogique) et qui n'est en rien prophétique ou digne d'intérêt.

## Moyen Âge et Renaissance

### Figure diabolique

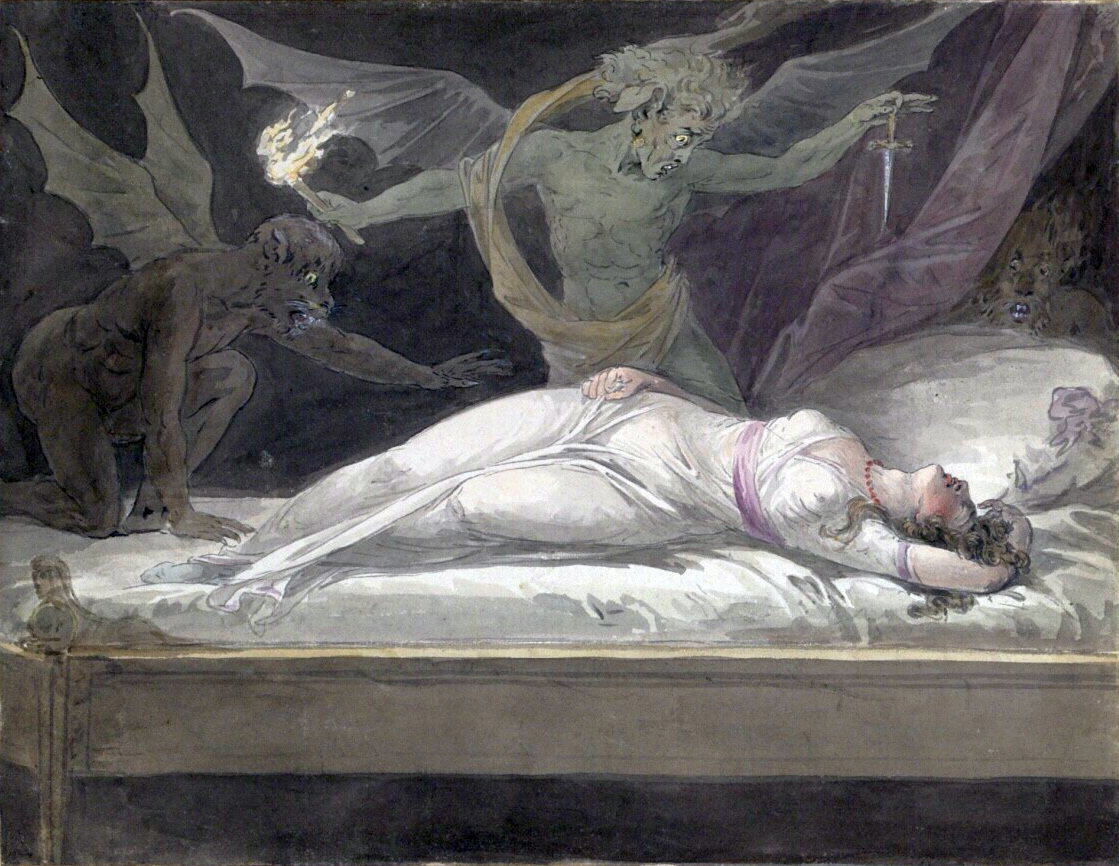
Incubus par Charles Walker (1870).

Le terme « incube » est à l'origine utilisé spécialement par le monde ecclésiastique. En effet, si les Grecs y voient le plus souvent une vision particulière entrevue lors d'un cauchemar, les théologiens chrétiens en font un avatar du diable. La proximité dans leurs représentations respectives laisse à penser que la figure du diable comme un être cornu, velu et possédant des pieds de bouc, proviendrait du folklore de l'incube. La première description du diable comme un être à l'allure de bouc, se dévoilant pendant le sommeil, date de l'an 1000 et apparaît dans le récit des apparitions vécues par le moine Raoul Glaber, :

« Je vis au pied de mon lit un petit monstre à forme humaine. Il avait, autant que je pus le reconnaître, le cou grêle, la face maigre, les yeux très noirs, le front étroit et ridé, le nez plat, la bouche énorme, les lèvres gonflées, le menton court et effilé, une barbe de bouc, les oreilles droites et pointues, les cheveux raides et en désordre, des dents de chien, l'occiput en pointe, la poitrine et le dos en bosse, les vêtements sordides ; il s'agitait, se démenait furieusement. »

D'autre part, la question du songe comme tromperie et illusion diaboliques est également au centre des débats théologiques. Les relations sexuelles entre des démons et des femmes seront au cœur de condamnations. Au XIVe siècle La première référence écrite dans une chronique judiciaire se retrouve dans les Annales Hiberniae : lors du procès pour sorcellerie d'Alice Kyteler, celle-ci est accusée d'avoir couché avec un incube nommé Robin Artisson. Au XVe siècle, une bulle du pape Innocent VIII, nommée la « bulle des sorcières » (Summis desiderantes affectibus), de 1484, condamne ces faits de relations sexuelles dans des régions de Haute Allemagne et des contrées rhénanes (à Mayence, Cologne, Trèves, Salzbourg et Brême). Le pape confie donc aux inquisiteurs et démonologues Heinrich Kramer et Jacques Sprenger le soin de pourchasser les sorciers et sorcières ayant commercé avec le démon. Cependant, c'est surtout au XVIIe siècle que le diable est réputé prendre part au sabbat sous la forme d'un satyre, pour s'accoupler à la sorcière.

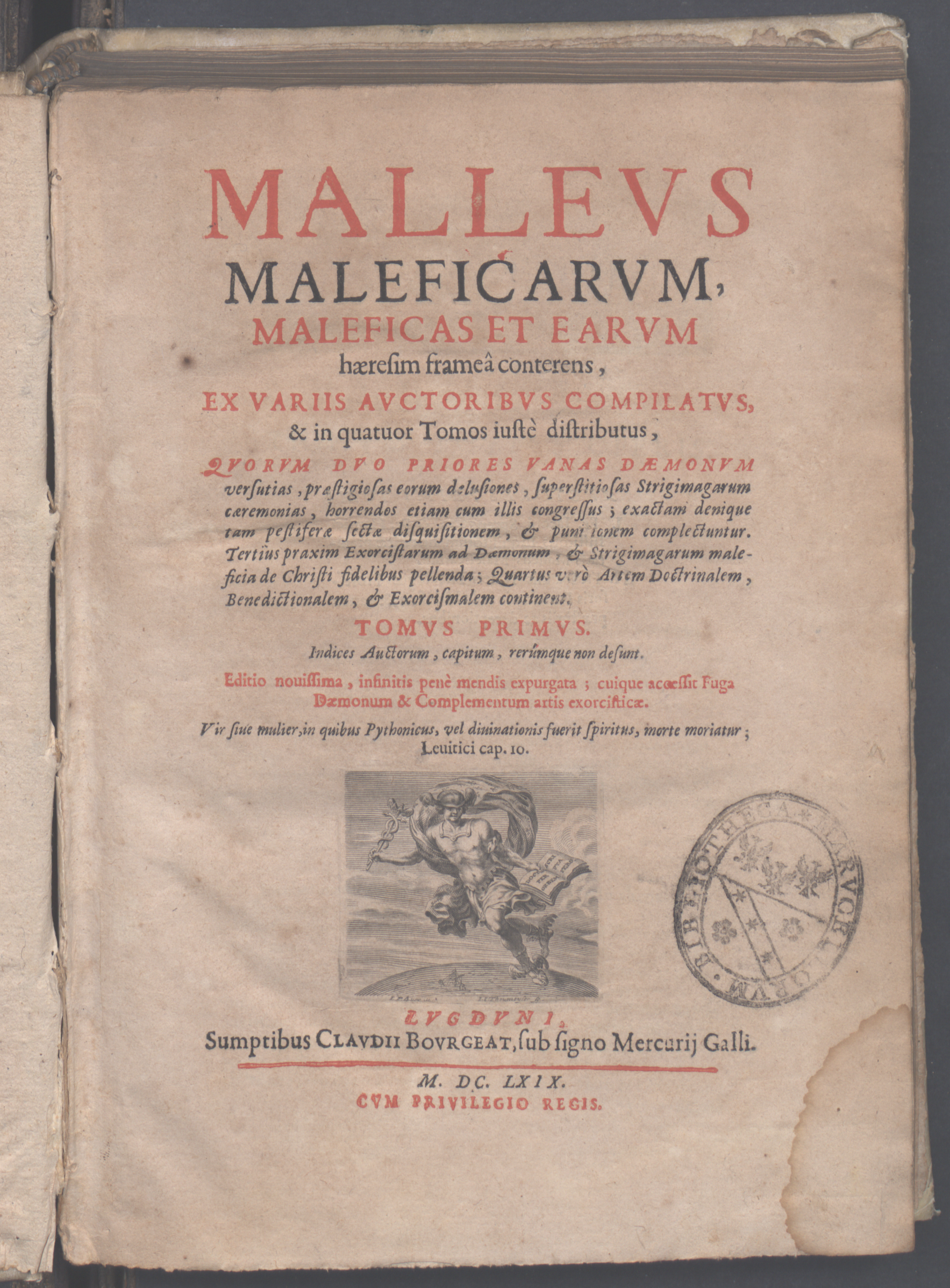
Page de titre du Malleus Maleficarum, édition de Lyon, 1669.

Ces inquisiteurs ont en effet acquis une solide réputation de spécialiste en démonologie, grâce à la publication du livre le Malleus Maleficarum (Le Marteau des sorcières), ouvrage qui gagne en autorité grâce à la bulle papale et initie la chasse aux sorcières en Europe. Ce traité d'inquisition date de 1486 et présente une description détaillée des démons, en particulier des incubes et des succubes :

« Par des démons pareils, les actes sexuels de l'impureté la plus honteuse sont commis, non pour le plaisir mais pour l'infection du corps et de l'âme de ceux dont ils se font incubes et succubes. Ensuite au terme d'un acte pareil, conception et génération parfaites peuvent être réalisées par des femmes : ils peuvent à l'endroit requis du ventre de la femme approcher la semence humaine de la matière préparée pour elle. Tout comme ils peuvent recueillir des semences d'autres choses pour d'autres effets. Dans de telles générations, ce qu'on attribue au démon, c'est seulement le mouvement local et non la génération elle-même, dont le principe n'est pas la puissance du démon ou du corps par lui assumé, mais la puissance de celui de qui est la semence. D'où l'engendré est fils non du démon mais d'un homme. »

— Malleus Maleficarum
La bulle papale confirme la politique de traque des incubes, lancée auparavant par les doctes de la Sorbonne qui, en 1318, caractérisent l'action de ces démons comme étant réelle. Cependant, pour le Malleus Maleficarum, l'incube ne peut engendrer, cet attribut étant réservé à Dieu et le diable n'est qu'un vecteur et un manipulateur de la semence humaine. Contrairement au Sabbat, la relation avec un démon incube n'intervient, pour le Malleus Maleficarum, que dans la sphère privée. C'est par un truchement que le démon parvient à ses fins :

« Un démon succube prend la semence d'un homme scélérat, un démon proprement délégué près de cet homme et qui ne voudra pas se faire l'incube d'une sorcière. Il donne cette semence à un autre démon détaché près d'une femme, une sorcière ; et celui-ci, sous une constellation qui lui est favorable pour produire quelqu'un ou quelqu'une capable de maléfices, se fait l'incube d'une sorcière. »

— Malleus Maleficarum
Le procès des Templiers a confirmé la forte croyance en l'existence des succubes, et par la même, des incubes, puisque parmi les chefs d'accusation de leur procès, il y aurait eu celui de renier Dieu en s'accouplant avec des démones selon Ernest Martin. Comme la sorcière, la femme coupable d'entretenir des relations avec le démon est brûlée. C'est le cas d'Angèle de la Barthe, à Toulouse, en 1275, et dont le procès conclut à sa concupiscence diabolique. L'Inquisition et ses procès, comme celui qui a eu lieu à Côme en 1485 et qui a envoyé 41 sorcières supposées de relations avec des incubes au bûcher, a ainsi favorisé la croyance en l'incube :

« Rien n’était plus fréquent que des révélations de ce genre, dans le tribunal de la confession, et le confesseur tirait de la bouche même de ces pénitentes la conviction du fait qu’il combattait, trop souvent inutilement, par des prières et des exorcismes. […] Ce n’était pas seulement la confession religieuse qui avait dévoilé les mystères de l’incubisme et du succubisme ; c’étaient surtout les aveux forcés ou volontaires, que l’Inquisition arrachait aux accusés, dans les innombrables procès de sorcellerie, qui hérissèrent de potences et de bûchers tous les pays de l’Europe. »

— P. L. Jacob

### Débat théologique
Le problème de la génération d'un être issu de l'union d'un incube et d'une femme n'est pas évoqué par les inquisiteurs Heinrich Kramer et Jacques Sprenger, auteurs du Malleus, mais saint Thomas d'Aquin en parle déjà dans sa Somme théologique (1266-1273),. Thomas d'Aquin récuse la possibilité que la semence soit celle du démon et, selon lui, le père réel est toujours l'homme, que l'incube manipule à ses fins,. Il reprend de fait l'hypothèse de saint Augustin qui désigne l'incube, dans La Cité de Dieu, comme un faune capable d'engendrer des illusions et des hallucinations. Selon saint Augustin, les Gaulois avaient maille à partir avec de tels démons incubes, qu'ils nomment « Dusiens », parfois « Lutins »,.
Thomas d'Aquin cite par ailleurs un passage de la Vie de saint Bernard dans lequel ce moine délivre une femme des attaques d'un incube. Il est critiqué par un autre théologien, saint Cassien, qui défend l'idée qu'il soit impossible à un démon d'engrendrer. L'historien et moine bénédictin Guibert de Nogent (1055-1125) raconte que sa mère, alors jeune et séduisante, a dû subir les nombreuses et grossières insultes de la part des incubes. Il ajoute qu'une nuit, « le démon vint tout à coup s’offrir à ses yeux, que ne fermait pas le sommeil, et l’oppressa, presque jusqu’à la mort, d’un poids étouffant », et qu'elle put être sauvée par sa foi.
À la Renaissance, des démonologues comme Pierre Crespet (De la haine de Satan pour l'homme, 1590) et Jean Bodin (De la Démonomanie, 1587) expliquent que l'incube est l'une des formes prises par le diable pour pénétrer sexuellement les sorcières. L'homme médiéval pensait que le diable avait le pouvoir, sous sa forme incube, de prélever le sperme d'un homme endormi, puis qu'il en fécondait une femme, toujours pendant son sommeil. Cependant, d'autres hypothèses se font jour. Pour Pierre Boaistuau, dans ses Histoires prodigieuses (1560), l'incube masque peut être le viol de femmes par des hommes qui ainsi perpétuent la croyance dans le diable.

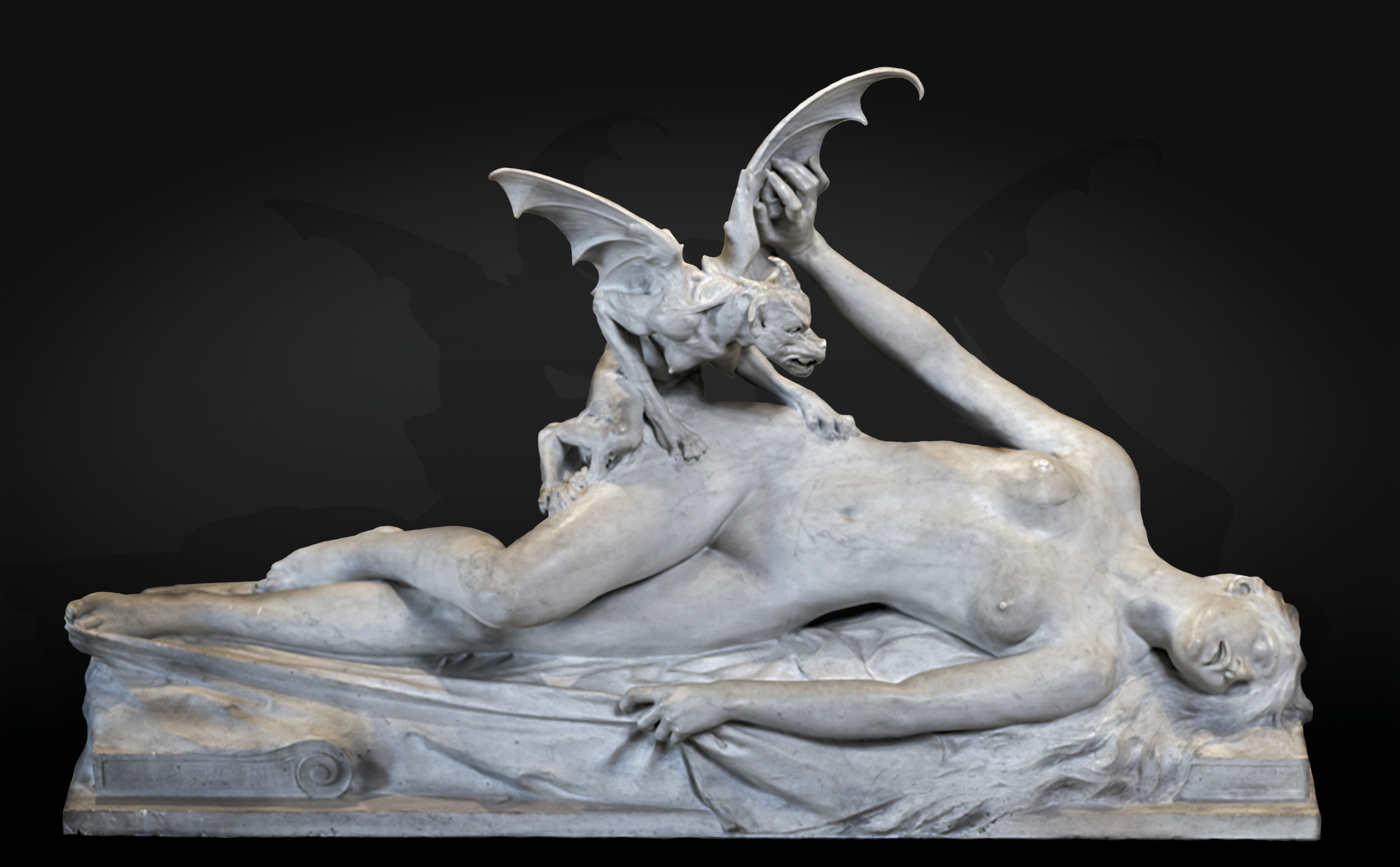
Le Cauchemar par Eugène Thivier (1894).

Son usage en théologie est encore présent en 1858 puisque René Louvel, vicaire général de l'évêché d'Évreux et supérieur du séminaire de Sées, écrit dans son Traité de chasteté à l'usage des confesseurs :

« Les théologiens classent ordinairement parmi les actes de bestialité l'accouplement avec un démon, soit incube, soit succube, infamie d'autant plus coupable qu'à l'infraction des lois de la nature vient se joindre le sortilège, puisqu'il y a commerce avec l'ennemi irréconciliable de Dieu. Il y a en outre parfois inceste, sacrilège ou adultère, selon que le démon ait pris la forme, soit d'une proche parente, soit du mari, soit de la femme. Quoi qu'en dise saint Ligori, toute excuse paraît impossible, et quiconque consent à coucher avec un démon, de même que le mari qui couche avec sa femme, uniquement à cause de sa beauté, commet le crime d'adultère. »

— René Louvel, Traité de chasteté à l'usage des confesseurs

## Époque moderne

### Persistance des croyances
Le démonologue jésuite Martín Antonio Delrío réaffirme la doctrine de l'incube ainsi que le danger qu'elle fait porter à l'âme, en préconisant de chanter l'hymne consacré aux vêpres et complies, au temps de Pâques :
| Procul recedant somnia Et noctium phantasmata, Hostemque comprime Ne polluantur corpora! | Fais reculer les songes et les imaginations de la nuit terrasser l'ennemi, afin d'éviter la souillure à nos corps. |

Martín Antonio Delrío voit en effet dans l'action démoniaque une maladie confinant le sujet aux cauchemars. Dans ses Disquisitiones magicae, il étudie le cas de la mystique et religieuse franciscaine italienne Angèle de Foligno (1248-1309), en prise avec des démons mâles qui la séduisaient puis la battaient, au point qu'elle ne pouvait se lever de son lit. Il tente de décrire les démons nocturnes et s'appuie pour cela sur plusieurs autorités antiques pour la pensée chrétienne médiévale comme Tertullien, Philon d'Alexandrie, Lactance ou saint Cyprien :

« L'oppression toutefois, et quasi-suffocation ne provient pas toujours de la part de ces démons, aussi bien souvent d'une espèce de maladie mélancolique que les Flamands appellent Mare, les Français Coquemare et les Grecs Ephialtes, lorsque le malade a opinion d'un pesant fardeau sur la poitrine, ou d'un Démon qui veut faire force à sa pudicité. »

Luther évoque plusieurs fois les incubes et leurs actions néfastes sur les hommes. Selon lui, un enfant né d'une liaison entre une femme et un incube ne vit pas au-delà de huit années. Dans ses Propos de Table, il rapporte que selon l'électeur de Saxe Jean-Frédéric, une puissante maison d'Allemagne serait de descendance démoniaque,.

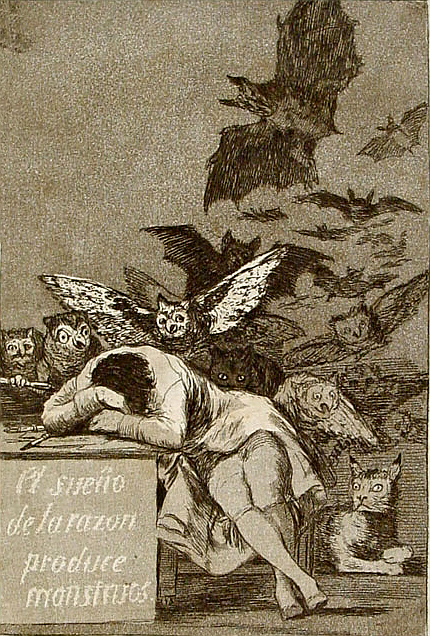
Francisco Goya, Capricho no 43, El sueño de la razón produce monstruos (Le songe de la raison produit des monstres).

Pour Ernest Martin, la croyance, double, en l'incube et en le succube, joue un rôle important dans la production, dans l'Occident chrétien, des monstres. Cependant, la médecine naissante va faire du phénomène non plus un démon réel et matériel mais une vision, résultat d'un trouble biologique. Au XVe siècle, le médecin italien Giovanni Matteo Ferrari da Grado explique, à propos de l'action des démons incubes, que le médecin n'a pas à tenir compte de ces esprits et doit ramener les accidents qui sont liés à sa croyance à des causes qui relèvent de son art de praticien. Selon lui, l'incube est une manifestation d'une affection physiologique, qui donne l'impression d'avoir un poids sur la poitrine et qui est liée à une accumulation de nourritures. La cause concerne donc, selon lui, l'art médical uniquement, et non pas le domaine religieux.
L'alchimiste et médecin Jean-Baptiste van Helmont, reprenant la doctrine du démonographe Francisco Torreblanca Villalpando, refuse de voir dans l'existence de la maladie incube l'action du diable et pense que c'est l'imagination troublée de la mère qui lui laisse croire qu'elle a été visitée par un démon. Selon Paracelse, autre alchimiste, les incubes et les succubes seraient issus du sperme pneumatique provenant de l'amour héroïque, au sein du corps sidéral, de substances éthériques, créés par une imagination débridée,. Il s'agit donc d'entités astrales (élémentaires ou esprits de sorciers ou de sorcières) attachées à certaines personnes vivantes et les visitant sous une forme incarnée.
Daniel Sennert enfin, dans son Tabulae institutionum medicinae summam breviter et sussincte exhibentes (1635), traité médical méthodique, classe l'incubus comme une atteinte ayant pour origine la tête (capitis). Guillaume de Saluste Du Bartas rapproche l'incube, quant à lui, de l'apoplexie et de l'épilepsie :

« Quant il semble qu'aucune chose viengne a son lit, qu’il semble qu’il monte sur lui, et le tient si fort que on ne peut parler ne mouvoir, et ce appelle le commun cauquemare, mais les médecins l’appellent incubes.  [sic] »

— Guillaume de Saluste Du Bartas

### Incube et médecine
Ainsi, Jean Wier, médecin du duc Guillaume de Clèves, consacre un chapitre à l'illusion de l'incube, dans son traité Cinq livres de l’imposture et tromperie des diables, des enchantements et sorcelleries (1569), créature qu'il assimile à une maladie provoquant des illusions, :

« Tous ces accidents procèdent de la chaleur diminuée et se font lorsque les esprits animaux, qui habitent dedans le cerveau, sont tellement offusqués par les vapeurs, qui montent et procèdent du phlegme et de la mélancolie, que leur vertu en est oppressée.  [sic] »

— Jean Wier, Cinq livres de l’imposture et tromperie des diables, des enchantements et sorcelleries 
Il cite le cas d'une religieuse de quatorze ans nommée Gertrude qui couchait toutes les nuits avec Satan et commente ainsi ses débordements nocturnes : « Les femmes sont mélancoliques, qui pensent faire ce qu'elles ne font pas, ». Selon Jean Wier, « il ne s’agit en réalité que de l’effet des vapeurs qui montent des organes au cerveau et étouffent les esprits animaux, donnant au dormeur le sentiment d’être lui-même oppressé ». Ces vapeurs envahissent le cerveau et, d'une manière ou d'une autre, excitent la faculté imaginative.

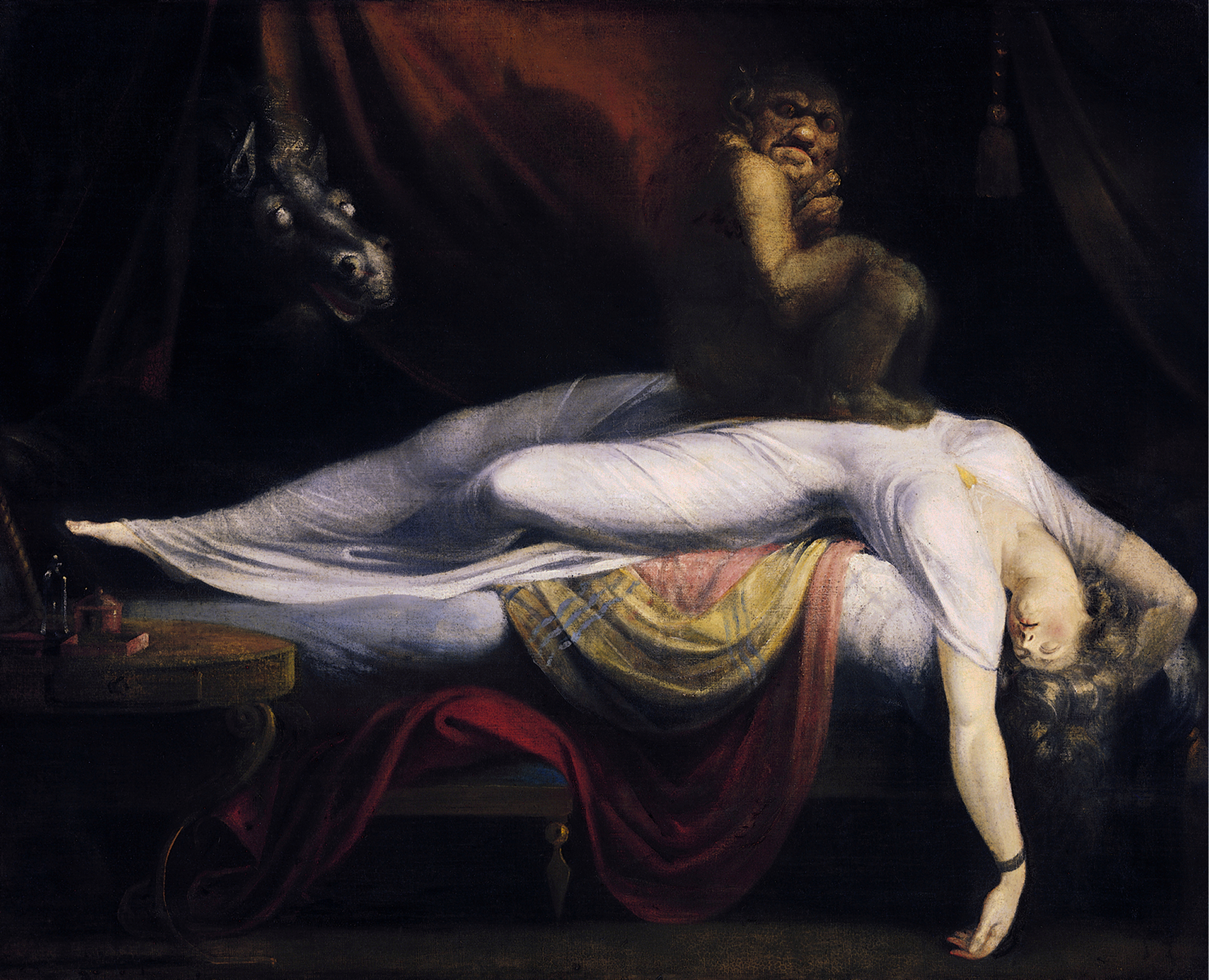
Le Cauchemar par Johann Heinrich Füssli, 1781 (huile sur toile).

Scipion Dupleix, dans Les causes de la veille et du sommeil, des songes, et de la vie & de la mort (1606), reprend la théorie de Wier. Il parle quant à lui indistinctement de l'éphialtès des Grecs et de l'incube des Latins lorsqu'il explique :

« La commune opinion est que cela procede de la voracité & crudité des viandes que l’estomach surchargé ne peut digerer : d’où s’exhalent des vapeurs lesquelles estoupant les conduits de la respiration & de la voix nous travaillent en sorte qu’il semble qu’on nous suffoque par le surfais de quelque gros fardeau.  [sic] »

— Scipion Dupleix, Les causes de la veille et du sommeil, des songes, et de la vie & de la mort
Selon Dupleix, les personnes malades sont davantage susceptibles d'être touchées par ce phénomène, qui est provoqué par une alimentation riche, qui trouble les humeurs. Alcher de Clairvaux en arrive à la même conclusion : « Toutefois les Medecins ont bien jugé que c’estoit une vraye & dangereuse maladie sans intervention d’esprit, ny demon, ny sorcier. » Dupleix se distingue de Wier dans la mesure où il fait intervenir les esprits-animaux pour expliquer comment l'imagination en vient à produire tant de complexité figurative.

## Époque contemporaine

### Maladie psychiatrique
Selon Sophie Bridier, « c’est au Moyen Âge que le cauchemar passe du statut de maladie à celui de phénomène diabolique. Dans l’ensemble des mutations qu’a pu connaître l’histoire du cauchemar, celle-ci est peut-être la plus importante (…). Puis du domaine de la démonologie, il passe à celui de la psychiatrie à la fin du XIXe siècle. »
C'est Louis Dubosquet qui, le premier, en 1815, va s'attacher, dans sa thèse de médecine, intitulée Dissertation sur le cauchemar (1815), à faire remplacer le terme latin « incubus » par celui de « cauchemar » repris à sa suite par les dictionnaires médicaux. L'incube y devient une affection, qui possède des causes, un pronostic et qui est curable au moyen d'un traitement. Louis Dubosquet a examiné plusieurs cas d'aliénés victimes de cauchemars frappants, à l'Hôpital de la Salpêtrière et en a déduit que ce mal nocturne est précurseur de délires maniaques ou d'aliénations mentales qui peut parfois, lorsqu'ils sont répétés, se terminer par la mort.

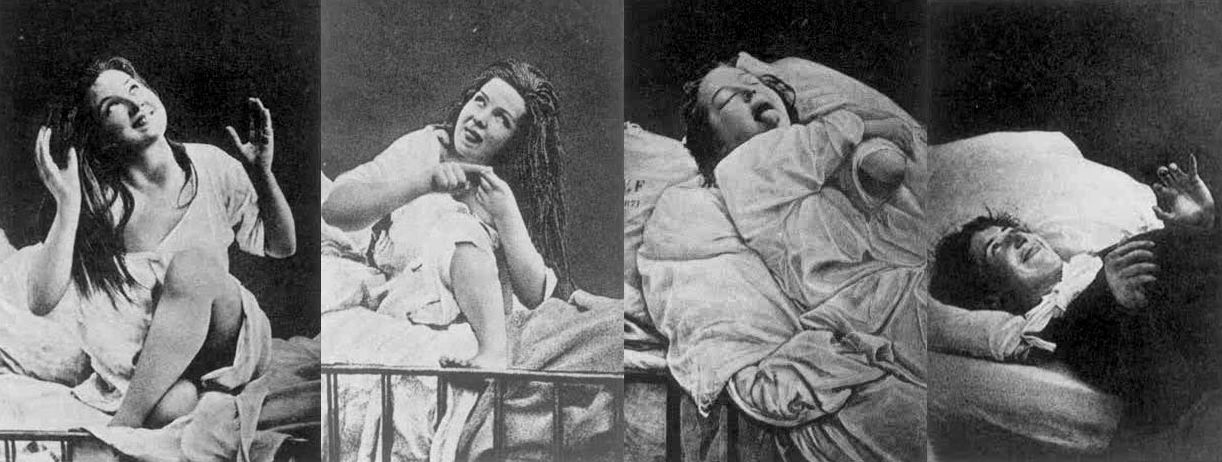
L'hystérie a été avancée comme cause des visions d'incubes.

L'avènement de la psychiatrie fait considérer le phénomène de l'incube comme une pathologie mentale. L'explication moderne est liée au phénomène de zoopsie, ou vision d'animaux, naturels ou fabuleux, en raison d'un surmenage ou d'une angoisse. La psychiatrie allemande de la fin du XIXe siècle connaît le cauchemar sous le terme d'« Alptraum » (littéralement « rêve d'elfe » ou « d'épouvantail », « rêve du démon de la nuit »), ou « cauchemar d'étouffement », maladie organique du cœur et des poumons. Pour la psychiatrie dynamique, l'incube est une « hallucination cénesthésique génitale », appartenant au contenu délirant plus général de la sexualité onirique avec des esprits. Freud, dans son approche du rêve, évacue le terme de son champ scientifique. L'innovation de L'Interprétation des rêves (1900) permet de considérer le phénomène incube comme un processus inconscient et, donc, intériorisé, lié à une déviance libidinale. En 1965, dans une vaste étude intitulée Hallucinations et réalité perceptive, le psychiatre français Henri Faure analyse le matériel imaginaire des délires de personnes violées par des entités. Il considère que de telles représentations sont des analogies perceptives de troubles mentaux, souvent renforcés par des espaces particuliers, supports des fantasmes. Le cauchemar et les matériaux oniriques associés sont des troubles primaires de la maladie mentale.

### Neuropsychiatrie
L'état actuel du savoir psychiatrique et neuropsychiatrique établit la confrontation avec un incube comme appartenant à la classe des paralysies du sommeil avec hallucination hypnagogique, apparentées aux sexsomnies, type de parasomnie caractérisée par un comportement sexualisé pendant le sommeil. Le terme n'est plus employé par la médecine moderne, ou alors dans un sens historiographique, ou en référence au savoir de l'ancienne médecine. Il renvoie par conséquent à un ensemble diffus de pathologies du sommeil, mêlant paralysie nocturne, excitation érotique, impression d'une présence autre et sensation d'étouffement. De manière générale l'incubus désigne, dans la terminologie médicale moderne la terreur nocturne, nourrie de causes neuropsychiatriques. En 1979, L. B. Raschka propose de nommer l'ensemble de ces troubles, orientés dans une problématique nettement sexuelle, l'« incubus syndrome », à forte dominante psychotique.
Ce trouble, qui peut toucher les deux sexes, est également caractérisé par le fait que le sujet n'en garde aucun souvenir ou alors par bribes. Ce sont ses proches (ou ses victimes) qui l'informeront de ses comportements nocturnes anormaux. Parfois, les témoins de ces événements déclarent que la personne avait l'air possédée, avec souvent un langage beaucoup plus cru et un comportement plus agressif qu'en temps normal. La sexsomnie s'accompagne d'atonie musculaire et de catathrénie, ou vocalisations inarticulées d’allures sexuelles, qui peuvent être prises comme surnaturelles par l'entourage crédule. La rencontre avec un incube peut aussi être considérée comme un éveil confusionnel comme celui caractéristique du syndrome d’Elpénor (hallucination hypnagogique au cours du sommeil lent), et analogue au somnambulisme. D'autres explications existent : hypersexualité, syndrome du vagin sans repos, épilepsie. La dimension personnelle est importante, ainsi des traumatismes incestueux d'enfance peuvent expliquer la force de telles hallucinations. Enfin, certains témoignages judiciaires d’enfants concernant des viols nocturnes, après examen, sont considérés comme des affabulations fantasmagoriques dues à une imagination débridée.
Les recherches neuropsychiatriques les plus récentes font de l'incube un type d'érotomanie, semblable à d'autres troubles très proches comme le syndrome de Capgras et la folie à deux.

## Progéniture d'incube
Les enfants nés de la liaison avec un incube et une mortelle sont nommés en allemand Wechsel Kind, ou « enfants changés » en français, ou tout simplement « enfants de l'incube ». Ulrich Molitor, dans De Lamiis et Pythonicis Mulieribus (Des sorcières et des devins femme, 1489), les nomme quant à lui Wechselbalge (« qui change de peau, de forme »). Les changelins passent en effet pour être des descendants d'incubes. De maigre constitution, ils hurlent au simple toucher, rient du malheur d'autrui et, bien que tarissant plusieurs nourrices, meurent au bout de sept ans. Martin Luther raconte comment il rencontra un nouveau-né changelin à Dessau. Trois caractéristiques permettent de distinguer les changelins des enfants normaux : le fait qu'ils aient un appétit insatiable, qu'ils sont gémissants et leur aspect étrange enfin. Plusieurs personnages célèbres ou mythologiques sont des descendants d'un incube. Au Moyen Âge les incubes passaient pour engendrer des sorciers ou des magiciennes, croyance qui alimente de nombreux procès lors de l'Inquisition,. Au XIIIe siècle, l'évêque de Troyes Guichard passait pour être fils d'un « neton », terme local pour l'incube,.
Le psychanalyste Ernest Jones rappelle que nombre de personnalités, réelles ou imaginaires, proviennent de l'union d'un incube avec une mortelle. Il cite : Robert, père de Guillaume le Conquérant, Martin Luther,, Merlin (issu d'un incube assimilé à Satan et d'une nonne), Jules César, Scipion l'Africain mais aussi des peuples entiers comme les Huns et toute la population de l'île de Chypre. De telles ascendances ont été avancées pour expliquer les naissances de personnages mythologiques ou de légende. Ainsi, Platon serait le fils du Dieu Apollon et de la mortelle Périctioné. Héraclès est quant à lui le fils d'Alcmène, et de Zeus qui tripla la durée de la nuit pour prolonger son plaisir avec elle, le désir de Zeus tombant sous la forme d'une pluie d'or sur Danaé endormie et concevant Persée. Roscher cite encore la légende de Thasios sur la naissance de Theagenes, de Zeus et Sémélé, de Mars et Ilia. Selon la légende la mère du Bouddha l'aurait conçu pendant son sommeil en rêvant d'un éléphant blanc qui pénétra dans son flanc. Le personnage légendaire de Robert le Diable aurait été le fils d'un incube et de la femme d'un duc de Normandie.

## Incubes animaux
Certains animaux, qu'ils soient naturels, hybrides, ou une forme adoptée par des dieux et les démons, peuvent devenir des incubes. Selon la croyance occidentale, Satan peut se changer en aigle, en cygne, en cheval ou en taureau afin de prendre du plaisir avec les femmes. Ces formes, ainsi que celle du serpent, sont également adoptées par les dieux de la mythologie grecque. Le démon incube se fait parfois serpent ou dragon. Une lecture parabolique de la tentation d'Ève issue de la Kabbale juive et du Zohar voit dans le serpent tentateur une transformation de l'incube Samaël.

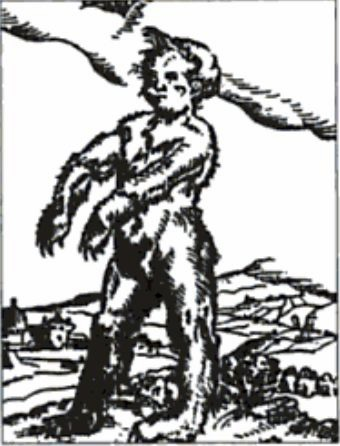
Illustration de 1494 montrant un hybride né du viol d'une femme par un ours.

Le renard est considéré comme un animal démoniaque en Chine, dès le début de l'ère chrétienne. Il a acquis également des pouvoirs surnaturels au Japon, notamment celui de la métamorphose, qu'il utilise pour tromper les humains. « Sa vigueur et la force de ses appétits lui conféra longtemps — et qu’on lui confère encore en certaines contrées d’Extrême-Orient — un rôle de succube, et surtout d’incube : il se transforme en éphèbe pour tenter les femmes, et, plus encore, en femme pour attirer les hommes », explique Carole Hebert.
Le cheval, en raison de sa proximité symbolique (érotisme, peur du piétinement ou de la morsure) mais aussi étymologique (Mähre signifie « jument » en allemand) avec le cauchemar, est considéré comme un animal incube dans bon nombre de pays ; cette perception est évidente dans le tableau Le Cauchemar de Füssli, où « le cheval vient du dehors et force l'espace intérieur ». La simple présence de sa tête et de son cou entre les rideaux symbolise le viol, tandis que son corps demeure à l'extérieur, dans la nuit. Selon certaines versions de la naissance de Merlin, l'incube qui l'a enfanté possède des pieds de cheval. D'après Jean-Paul Clébert, le cheval blanc joue un rôle érotique dans les mythes relatant des enlèvements, des rapts et des viols de femmes étrangères. L'association du cheval à l'appétit sexuel est claire à travers la figure du centaure, être mi-homme et mi-cheval issu de la mythologie grecque, qui est réputé enlever les femmes pour les violer.
Enfin, le loup et l'ours apparaissent dans les contes comme des animaux violeurs de femmes. En avril 1602, une paysanne savoyarde, Antoinette Culet, passe pour avoir été enlevée par un ours gigantesque qui lui vouait une « passion monstrueuse », l'enferma dans une caverne et la viola trois ans durant, donnant naissance à un être hybride qu'il étrangla ensuite. L'anthropomorphisme de l'ours explique peut-être les nombreuses légendes sur ses mœurs sexuelles. L'évêque Guillaume d'Auvergne annonce vers 1240 que le sperme de l'ours a la même consistance que celui de l'homme, et que l'accouplement d'un ours avec une femme donne naissance à des enfants humains. La croyance en un couple femme-ours stable et fécond est quasi universelle : il existe un très grand nombre d'histoires pour mettre en exergue cette attirance des ours mâles pour des femmes dont ils tombent amoureux, et qu'ils enlèvent ensuite, au point de constituer un conte-type ; Mérimée en a tiré parti dans sa nouvelle Lokis. L'ours semble tenir symboliquement un rôle de tisseur d'unions fécondantes, et d'initiateur marquant l'accession à la sexualité et à la capacité d'avoir des enfants chez les jeunes filles menstruées, à travers la séquestration dans la tanière dont la jeune fille sort femme, et parfois mère. Les rituels chamaniques de certaines peuplades incluent également des possessions par des ours ou des loups incubes comme les Desanas d'Amazonie colombienne ou les Inuits.

## Ethnologie de l'incube

### Folklores du monde

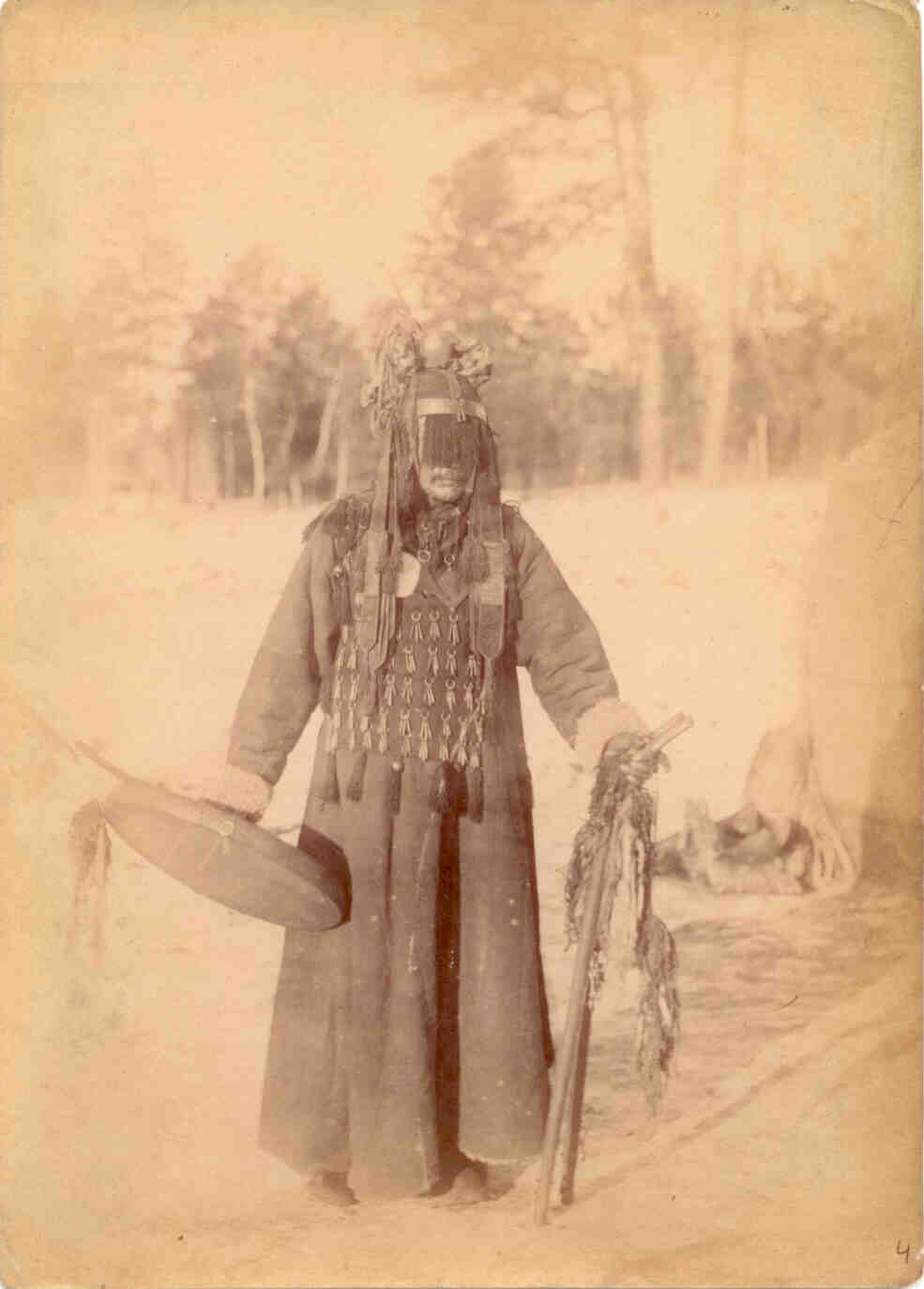
Un chaman toungouse (Sibérie).

De nombreux folklores évoquent des êtres proches de l'incube. Selon Claude Lecouteux, l'« appesart », la Mahr germanique, mais aussi le Huckup et le Aufhocker d'Europe centrale sont « des revenants qui sont l'exact pendant de l'incube puisque leur nom signifie « qui se juche sur » et désigne leur mode d'action. » Dans les Alpes françaises le Sarvan ou le Chaufaton sont des créatures qui sautent sur l'estomac des gens et les étouffent. Les amours oniriques entre un esprit allié et un(e) chamane ont été décrites par l'ethnologue Mircea Eliade, mais aussi Roberte Hamayon, Charles Stépanoff, Bernard Saladin d'Anglure ou Michel Perrin. En Europe, l'Alp, elfe nordique ou nain germanique, est aussi l'incube allemand. Pour le philologue allemand W. Roscher, l'Alp s'apparente à l'éphialtès grec. En Hongrie, le Lidérc est un esprit diabolique qui vole pendant la nuit et apparaît sous forme d'une lueur, parfois sous la forme d'un poulet téméraire. Enfin, en Polésie, l'esprit-amant (dux-ljubovnik ; en Roumanie, zburator) est un mort aux pieds en forme de sabots qui prend la forme d'un serpent ou d'un vampire et qui rend visite aux femmes la nuit.
Sur Zanzibar, Popo Bawa s'attaque aux hommes, les paralyse, et ce même à travers les portes alors qu'au Sénégal le Faru rab, démon de la tradition islamique, pousse la femme à l'adultère en prenant possession d'elle. Le Tokolosh est l'incube d'Afrique du Sud. Les femmes vierges placent leurs lits sur des briques pour dissuader ce démon de s'en prendre à elles durant le sommeil. Le Dorlis ou Dorliis, est un mauvais esprit issu des croyances antillaises ; il passe par la serrure de la porte pour ensuite violer les femmes endormies.
Le Trauco, dans la mythologie de la province de Chiloé du Chili, est un nain hideux déformé qui s'en prend aux jeunes femmes nubiles, après les avoir séduites. Le Trauco passe pour être responsable de nombreuses grossesses, particulièrement chez les jeunes femmes célibataires. Le Tintín d'Équateur est un nain fasciné par les longues chevelures féminines. Il séduit ses victimes la nuit, en jouant de la guitare sous leurs fenêtres. Ce mythe est apparu lors de la période coloniale, vraisemblablement pour expliquer les grossesses inexpliquées, causées par inceste ou viol. Au Brésil, en particulier dans le bassin amazonien, le Boto est une sorte de sirène qui séduit les femmes et les entraîne dans les eaux. Il passe pour expliquer les disparitions étranges et pour ne jamais être observé le jour, en raison de sa capacité à se métamorphoser en dauphin de rivière. Selon la légende, le Boto porte toujours un couvre-chef afin de dissimuler son évent.

### Incube et chamanisme
De nos jours, c'est surtout dans les sociétés de type chamaniques que se retrouvent encore des croyances à l'incube. Dans le Québec arctique, l'esprit mâle est appelé Uirsaq et l'esprit femelle Nuliaqsaq. Ces esprits sont décrits comme le reflet exact d'un être aimé mais devenu inaccessible ; ils obsèdent ainsi leurs victimes qui s'isolent et développent des comportements étranges. Le chaman est chargé de les libérer de cette possession. Il existe aussi un esprit androgyne nommé Uizerq au Groenland de l'Est, ou Ijiraq (« l'invisible ») dans le Nord de l'Alaska. Chez les Shipibo-Conibos d'Amazonie péruvienne, lorsque le mariage surnaturel concerne une femme (et un esprit), le fruit d'une telle union est variable selon la nature de l'esprit : soit non viable ou ayant des stigmates physiques si l'esprit-père est animal, soit ayant des dons exceptionnels si l'esprit-père est de type humain (alors que la descendance est invisible dans le cas de l'union entre un humain et un esprit-femelle). La relation onirique entre un humain et un esprit animal a une issue néfaste également. Chez les Exirit-Bulagat, en Sibérie, Roberte Hamayon cite la possibilité d'engendrer, pour une femme chamane lorsque l'union se fait avec un esprit, un enfant qui pourra se réclamer plus tard d'une nouvelle lignée chamanique. Chez les Inuits d'Ammassalik (Groenland de l'Est), il existe un esprit hermaphrodite qui « se féminise avec un partenaire mâle et se masculinise avec une partenaire femelle ; une relation sexuelle avec lui est mortelle quand il s'agit d'un humain ordinaire. Par contre, s'il s'agit d'un ou d'une chamane, elle est source d'une grande puissance (…) on est ici proche de la croyance chrétienne en la possession diabolique, où l'on prêtait au diable le même hermaphrodisme et la même capacité. »

## Explications et interprétations

### Explication paranormale

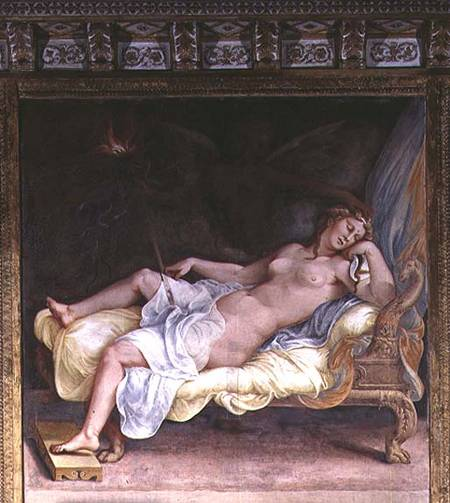
Sogno di Ecuba, fresque de Giulio Romano (XVe siècle).

Selon le parapsychologue britannique Guy Lyon Playfair, le poltergeist est la figure moderne de l'incube. Dans Cette maison est hantée : une enquête sur le Poltergeist de Enfield (1980), en collaboration avec Maurice Grosse, il analyse le cas d'un esprit frappeur brésilien. Un autre occultiste, Morton Schatzman, étudiant le cas d'une jeune femme violée par son père et qui a pu ensuite matérialiser un double masculin d'elle-même, considère que l'incube s'explique par la fonction psi. D'autres spécialistes du paranormal se sont occupés de cas d'incubes. Stan Gooch, psychologue et médium anglais, dans The Double Helix of the Mind (1980), avance que l'hémisphère cérébral droit détient une capacité parapsychique de matérialiser les rêves. Dans son autre ouvrage, Creatures from Inner Space (1984), il présente des cas modernes d'agressions d'incubes. Enfin, Louis Proud collige les principales études du phénomène incube dans Dark Intrusions: An Investigation Into the Paranormal Nature of Sleep Paralysis Experiences (2009).

### Causes physiologiques
L'abus d'alcool peut expliquer la vision d'incubes dans l'Antiquité, notamment lors des processions bacchiques, mais aussi la mise en garde faite aux moines ermites à éviter le vin au Moyen Âge. Dès l'Antiquité grecque et latine, les médecins attribuent la vision d'un incube à un régime alimentaire excessif, à l'abus d'alcool, mais aussi à une maladie ou une anormalité physiologique, conception qui existe jusqu'au XIXe siècle. L'écrivain Apulée évoque cette conception physiologique dans ses Métamorphoses.
La cause étant physiologique, des traitements existent. Pline ou Dioscoride préconisent par exemple le recours aux graines noires de pivoine. Des méthodes plus folkloriques existent. Pline pense ainsi qu'une recette magique, à base de frictions et concoctée à partir d'organes du serpent dragon bouillis dans du vin et de l'huile, permettrait de repousser l'incube. Pline recommande en outre une plante appelée « Ononis natrix ». La médecine moderne attribue dès le début le trouble à des causes liées au surmenage ou à l'angoisse. Louis Dubosquet énumère plusieurs facteurs favorisant le cauchemar et la vision d'incubes, comme les épaisseurs de couvertures faisant pression sur la poitrine, la chaleur ou, de nouveau, l'excès de nourriture.

### Interprétation sexuelle

#### Tabou érotique

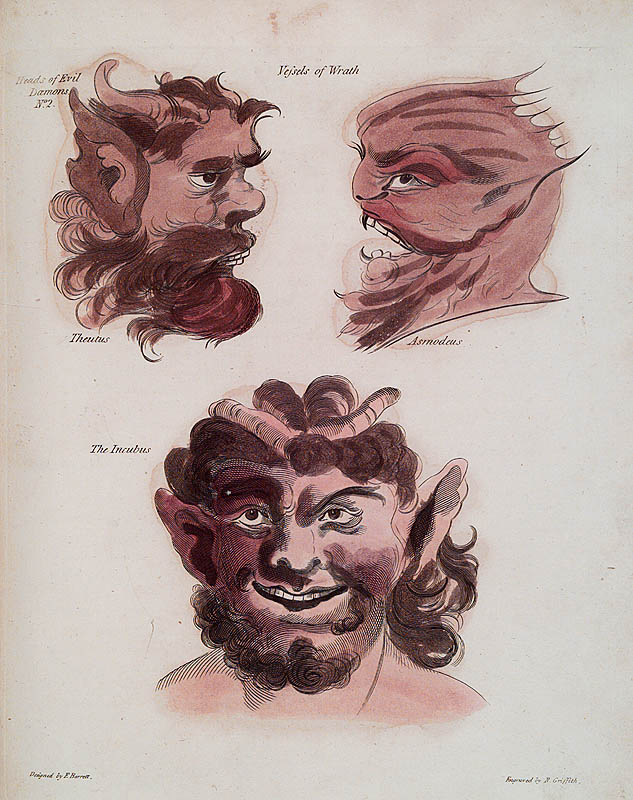
Francis Barret, The Incubus (1801).

Wilhelm Heinrich Roscher considère que les héros, démons et dieux antiques qui s’unissent aux hommes dans des cauchemars érotiques sont devenus au Moyen Âge « des diables se présentant tantôt comme incubes tantôt comme succubes ». Pour Julius Evola, les développements subtils de l'Éros sont sous la gouverne du royaume de la nuit, de l'obscurité, et sont donc soumis au tabou social. Citant Stanislas de Guaita, auteur du Temple de Satan, selon lequel « l'incube et le succube sont deux formes spectrales d'un hermaphrodisme convertible », Evola explique que la rencontre avec un incube s'apparente à l'union de deux formes tendancielles des deux principes masculin et féminin. Pour Sylvie Poirier, les efforts de dénigrements du christianisme vis-à-vis des croyances païennes ont abouti à rendre le rêve pudique, lui conférant une dimension de tabou.
Une certaine forme de censure s'est fait jour concernant le matériel onirique, bien que les écrits des ecclésiastiques sur ce thème aient été traversés « d'un sentiment d'ambivalence hésitant entre le message divin, représentation héritée de l'Antiquité, les tentations des démons dont on connaît la prégnance dans l'imaginaire médiéval et le rêve séculaire d'origine physiologique ou psychologique, tel que celui prôné par Aristote ». Pour Saladin d’Anglure le rêve érotique « relève traditionnellement en Occident de la démonologie depuis que la théologie a opté pour le modèle angélique ». Enfin, Jean-François Froger voit dans un passage du Cantique des cantiques la description de l'amour nocturne entre une mortelle et une divinité masculine, de façon tout à fait superposable aux amours d'Éros et de Psyché.

#### Psychanalyse

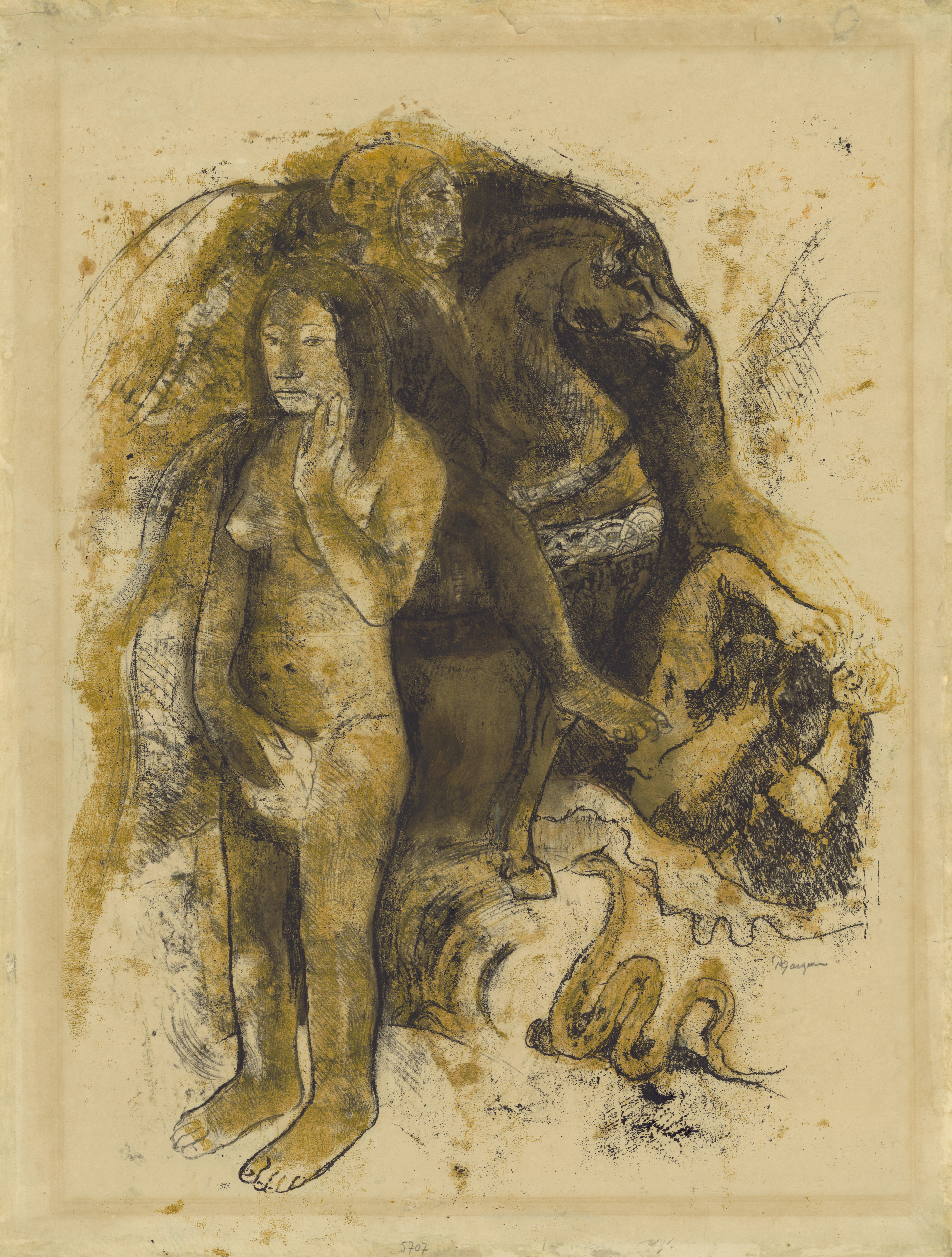
Paul Gauguin, Ève ou Le Cauchemar (1899-1900).

Patricia Johansson-Rosen a proposé une interprétation psychanalytique de l'incube, considéré comme la figuration de complexes psychiques envahissants. Selon Élisabeth Pradoura, expliquant la conception développée par Ernest Jones dans son étude psychanalytique du cauchemar, la croyance en l'incube, comme au succube, est liée à la question de l'homosexualité. En effet, en latin, succube pouvait désigner l'homosexuel passif alors que le mot incube est attesté au XVIIe siècle au sens de lesbienne. Selon Jones, la réversibilité incubes/succubes, masculin/féminin met en scène une peur de l'homosexualité et de l'angoisse sous-jacente à la différenciation sexuelle, celle de la castration par conséquent. « Toutes les croyances concernant le cauchemar (…) proviennent de l'idée d'une attaque sexuelle à la fois désirée et redoutée », explique-t-il. Cependant, remarque Pradoura, Jones a échoué dans la tentative de classifier les différentes figures de cauchemar, en particulier celles de démons mâles ou femelles.
Selon Jacques Lacan, tout cauchemar convoque la figure de l'incube, « cet être qui pèse de tout son poids opaque de jouissance étrangère sur [la] poitrine, (…) [l'] écrase sous sa jouissance ». Cette figure pose une question au rêveur, telle une énigme. Lacan désigne sous le nom d'« incube idéal » le véritable objet d'adoration de la femme ; ce partenaire idéalisé qui autorise la femme à une « réceptivité d’étreinte [qui] a à se reporter en sensibilité de gaine sur le pénis », c'est-à-dire que la simple sensation organique provoquée par la pensée du viol permet un investissement libidinal, autoérotique, voire orgasmique. Par ce partenaire incube, la femme réinvestit son ego et renie le désir du phallus.

## Culture, art et littérature

### Dans l'art
Il n'existe pas de représentations attestées d'incubes dans l'art antique. Selon Françoise Gury, quelques représentations de Pan ou de satyres peuvent toutefois être interprétées comme telles, par exemple la scène gravée sur un miroir latino-prénestin de la Villa Giulia (Rome) dévoile une attaque de trois satyres s'en prenant à une jeune femme étendue sur un lit drapé. L'un des satyres, volant, brandit une torche et porte une amphore alors qu'un second est étendu sur la femme, presse sa joue contre son visage et appuie sa main gauche sur son sexe. Un troisième porte une thyrse et une syrinx, objets paniques, et est assis sur sa cuisse, ce qui permet à Françoise Gury de postuler que l'incube est souvent représenté sous les traits de Pan.
Dans Le Cauchemar (1782), le peintre romantique britannique d'origine suisse Johann Heinrich Füssli, qui en a réalisé sept versions, à partir du prototype de 1781, donne à voir une scène d'angoisse qui passe depuis pour représentative de ce qu'est l'incube :

« Une jeune fille endormie, renversée sur le dos, la tête et les bras pendant hors du lit, est tourmentée par le cauchemar, qui est assis sur elle, sous l'apparence d'un Kobold. Entre les rideaux apparaît la tête d'une jument fantôme sur laquelle le cauchemar cavalcade la nuit, d'après la tradition populaire anglaise. »

— Paola Viotto
Dans d'autres toiles, Füssli reproduit la symbolique de son œuvre matricielle de 1782, Le Cauchemar, y ajoutant cette fois une ouverture qui éclaire la scène :

Autres tableaux de Johann Heinrich Füssli évoquant le cauchemar
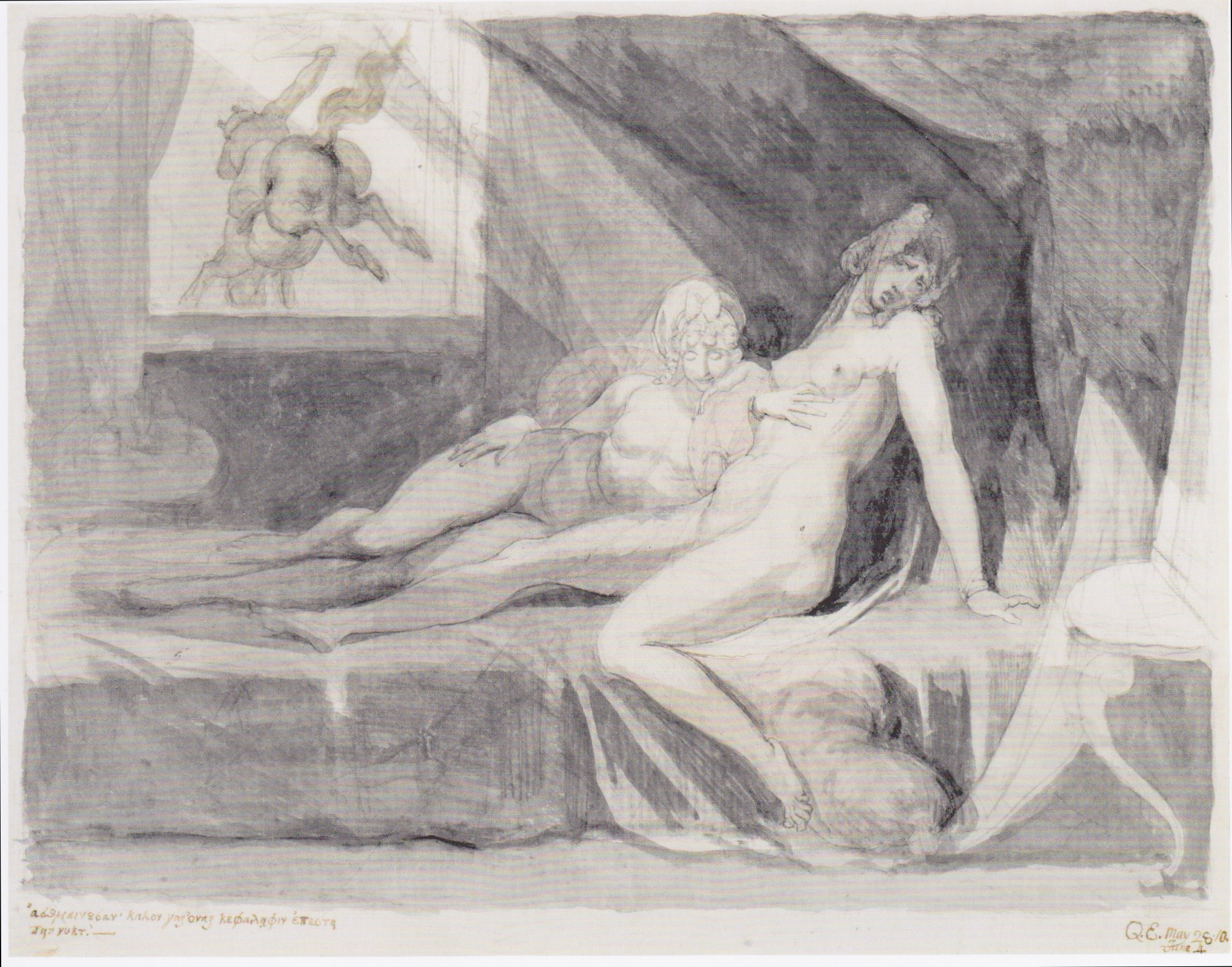
L'Incube quittant deux jeunes femmes endormies (1810) (crayon et aquarelle).
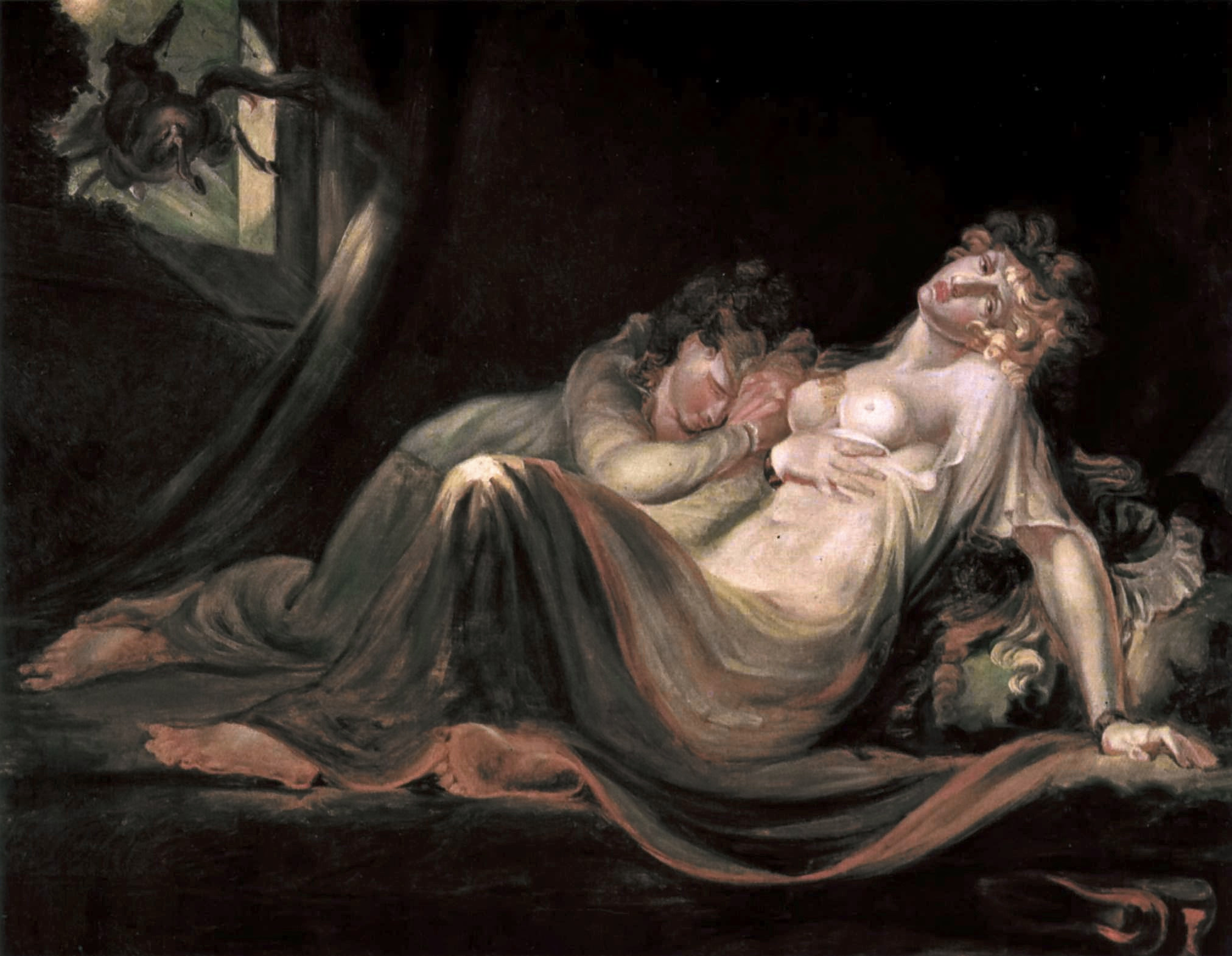
L'Incube quittant deux jeunes femmes endormies (1793) (huile sur toile)
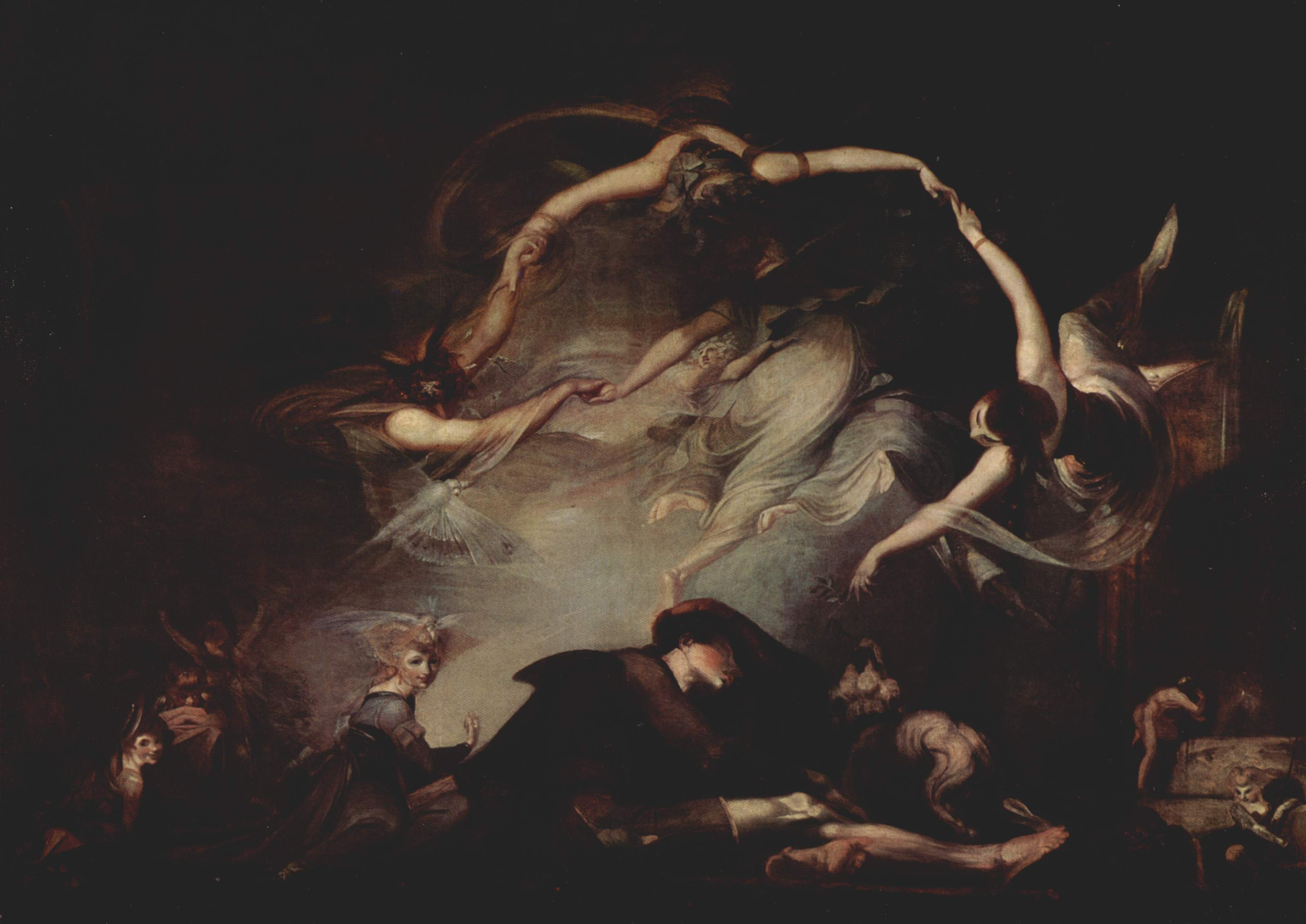
Le Rêve du berger (1798) (huile sur toile)

« Le tableau donne à voir la rêveuse et le contenu de son rêve montés en une même représentation », explique Bernard Terramorsi, mais Füssli élabore de multiples autres interprétations à partir de cette scène, qui l'obsède et à connotation érotique et sado-masochiste. Le sommeil et les rêves sont en effet les sujets habituels de Füssli. Une première peinture évoquant le thème onirique est Joseph interprétant les rêves du boulanger et du maître d'hôtel du pharaon (1768). Plus tard, le peintre réalise Le Rêve du berger (1798) inspiré par Le Paradis perdu de John Milton, et Richard III visité par les fantômes (1798) basé sur la pièce de Shakespeare. La toile de Füssli a été abondamment copiée. Thomas Burke la reproduit sous la forme d'une gravure, dès 1783, faisant gagner à l'éditeur John Raphael Smith plus de 500 livres sterling. La gravure est sous-titrée par un court poème d'Erasmus Darwin intitulé Cauchemar qui décrit la scène peinte par Füssli, :
| So on his Nightmare through the evening fog Flits the squab Fiend o'er fen, and lake, and bog Seeks some love-wilder'd maid with sleep oppress'd Alights, and grinning sits upon her breast. | Sur sa noire jument file le Démon par les brumes du soir Trapu au-dessus des lacs et marais et fondrières À l'affût de quelque vierge au lourd sommeil éperdu d'amour Puis se pose et, rictus aux lèvres, s'assied sur son sein. |

Erasmus Darwin poursuit son poème dans un discours intitulé Le Love of th Plants et datant de 1789, en s'arrêtant notamment sur la femme écrasée par l'incube et la jument :
C'est en vain qu'elle essaie de crier de ses lèvres frémissantes,

En vain qu'elle s'efforce d'ouvrir des yeux qui tremblent sous leurs paupières lourdes ;

En vain qu'elle veut courir, fuir, nager, marcher, ramper ;

Le vouloir n'est point maître dans l'alcôve du rêve.

Sur son beau sein se tient, dressé, le simiesque démon.

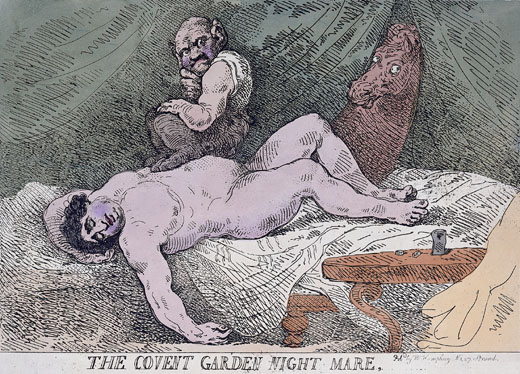
The covent garden night mare par Thomas Rowlandson (1784) (gravure à l'eau-forte colorée représentant, de manière satirique et caricaturale, l'homme politique britannique Charles James Fox).

Le Cauchemar a été largement plagié, et des parodies du tableau ont été réalisées souvent pour faire des caricatures politiques, comme ce fut le cas de George Cruikshank, Thomas Rowlandson et d'autres. Dans ces scènes satiriques, l'incube tourmente des personnages comme Napoléon Bonaparte, Louis XVIII, le politicien britannique Charles James Fox ou le Premier ministre William Pitt. Dans l'une de ces caricatures, l'amiral Nelson est le démon, et sa maîtresse Emma Hamilton est la femme endormie.
Paul Gauguin évoque lui aussi la personnification du cauchemar dans sa toile L'esprit des morts veille (Manao tupapau, 1892), à travers une scène de nu exotique à laquelle il surajoute la légende européenne mais aussi la croyance polynésienne. Comme la toile de Füssli, à laquelle il fait référence, le tableau peut être qualifié de « narratif ». Gustave Courbet, dans Le sommeil (1866) s'inspire de la version de Füssli intitulée L'Incube quittant deux jeunes femmes endormies et y ajoutant une symbolique sexuelle, voire tenant d'un lesbianisme décomplexé.

### En littérature

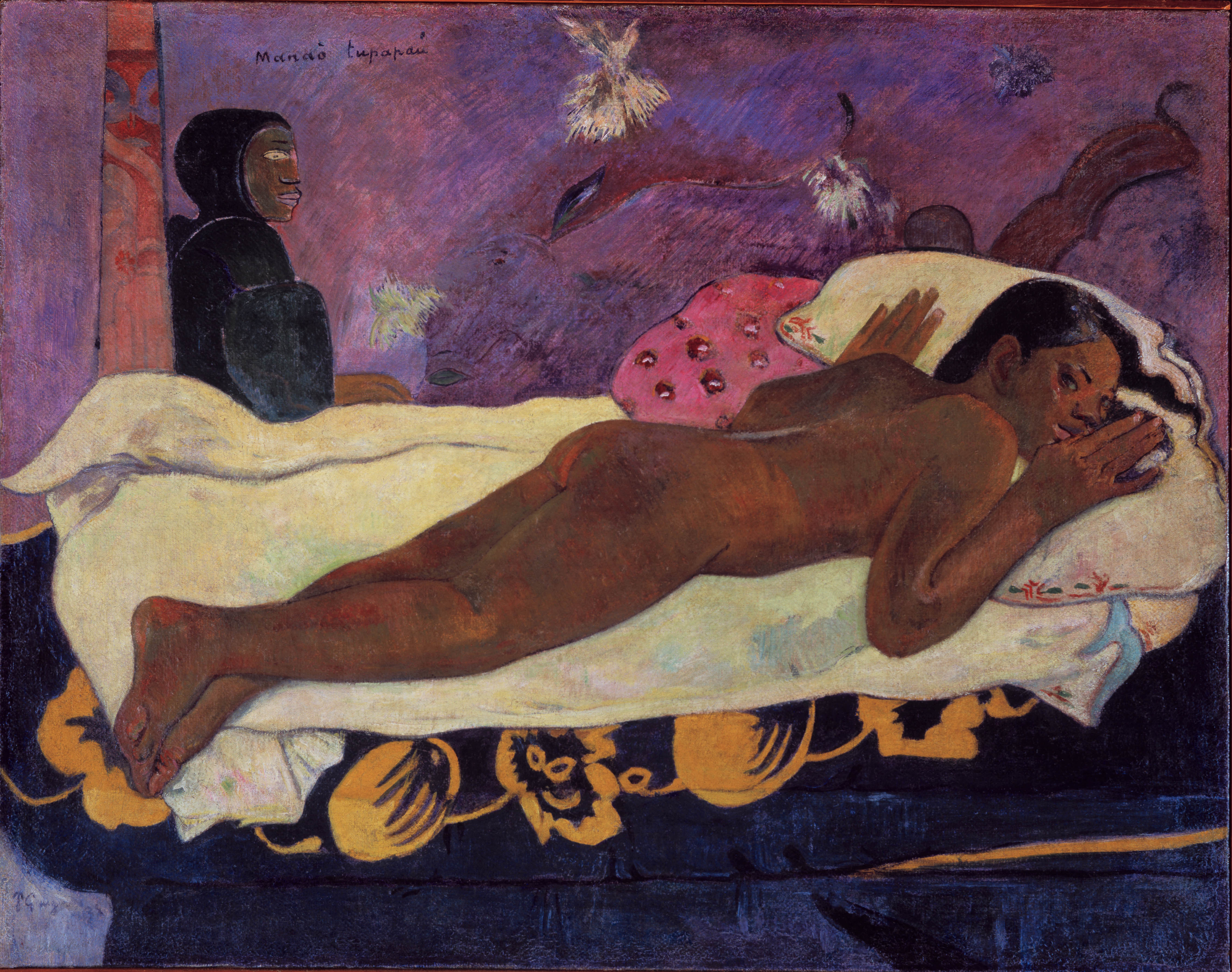
L'esprit des morts veille de Paul Gauguin (1892).

Dans l'Ancien Testament, au Livre de Tobit (3, 8), un démon incube nommé Asmodée est mentionné. Tombé amoureux de Sara, la fille de Raguel, il tue ses sept époux l’un après l’autre lors de la nuit de noces. C'est en brûlant le foie d’un poisson que Tobias le bannit dans le désert pour toujours. Dans la Genèse (chapitre 6 verset 4), il est expliqué que les fils de Dieu connurent des filles des hommes et que, de cette alliance sexuelle, naquirent des géants. Selon Isaïe, la ville de Babylone était peuplée d'êtres velus qui cohabitaient avec les mortels. Au Deutéronome (chapitre 4) il est fait mention d'un démon nommé Péhor qui copulait avec les hommes. Au Lévitique enfin, une interdiction condamne le commerce avec les démons : « Vous n’irez plus sacrifier à vos satyres diables avec lesquels vous avez paillardé. »
Dans le Satyricon de Pétrone, plusieurs allusions à l'incube existent. Son bonnet (pileus) assurerait celui qui l'attrape de la découverte prochaine d'un trésor. De plus, le personnage de l'« ambasicète », agresseur d'Encolpe et d'Ascylte dans le roman, est qualifié d'« incube », mais ce terme a davantage un sens d'« homosexuel masculin très porté sur la violence sexuelle ».
La littérature médiévale mentionne souvent des cas d'incubes. Les Évangiles des quenouilles (édition princeps datant de 1480, à Bruges) constituent une source quant aux croyances populaires de la fin du Moyen Âge. Le cauchemar — ou cauquemare en ancien français — y est associé à la figure de l'incube, parfois personnifiée sous les traits du Luiton, sorte de lutin domestique.
un cauchemar m’étreint ; je sens bien que je suis couché et que je dors… (…) je sens aussi que quelqu’un s’approche de moi, me regarde, me palpe, monte sur mon lit, s’agenouille sur ma poitrine (…). Moi je me débats, lié par une impuissance atroce (…) j’essaye avec des efforts affreux, en, haletant, de rejeter cet être qui m’écrase et qui m’étouffe, — je ne peux pas !

(…)

Mes cauchemars anciens reviennent. Cette nuit j’ai senti quelqu’un accroupi sur moi et qui, sa bouche sur la mienne, buvait ma vie entre mes lèvres. Puis il s’est levé, repu, et moi je me suis réveillé, tellement meurtri, brisé, anéanti, que je ne pouvais plus remuer.
Dans ses Chroniques (1322 à 1400), Jean Froissart raconte comment eut lieu un procès entre Jacques le Gris et Jean de Caroube en 1386 en raison du viol de la femme du dernier par un incube incorporel.
Dans L'Hexaméron (1615), Antoine de Torquemada raconte comment une jeune fille noble, qui était éprise d'un jeune garçon auprès duquel elle ne parvenait pas à s'exprimer, avait été aidée par un démon. Celui-ci a pris l'apparence de l'aimé et l'a ainsi aidé à s'affirmer. Lesage fait une description du Diable dans Le Diable boiteux (1707) proche de celle de l'incube. François-René de Chateaubriand fait référence au « poids » du cauchemar : « Ô ! Mon vieux roi ! Votre sommeil était pénible ; le temps et l'adversité, lourds cauchemars, étaient assis sur votre poitrine. » Le poète anglais Thomas Middleton, dans The Witch (1609-1616) fait parler une sorcière qui évoque un incube : « What young man can we wish to pleasure us, / But we enjoy him in an Incubus ? ».
La littérature fantastique fait intervenir des démons ou des esprits proches de l'incube. Ainsi, le narrateur du Horla de Guy de Maupassant sent une force mystérieuse peser sur sa poitrine lors du sommeil. Sous le pseudonyme de Jules Delassus, Rémy de Gourmont a écrit une étude intitulée Les Incubes et les succubes (1897) qui analyse l'évolution du mythe (que l'auteur appelle « incubat ») de la Bible à l'époque moderne. En 1976, Ray Russell, dans Incubus, raconte l'exorcisme d'une femme possédée par un incube.
Dans la nouvelle Pesadillas (Cauchemars), publiée en 1982, l’écrivain franco-argentin Julio Cortázar symbolise la pression politique et militaire de l'État argentin par un incube. Lors d'un couvre-feu martial, « l’héroïne est clouée dans son lit, prisonnière d’un sommeil agité qualifié de “cauchemar” (pesadilla en espagnol) par ses proches. La jeune fille est la métaphore du corps social argentin écrasé alors sous la botte militaire », explique Bernard Terramorsi.
En 2016, Franck Thilliez fait des incubes un des ressorts de son roman policier Rêver.

### Jeux, cinéma et musique
Les incubes et les succubes sont des personnages pittoresques que l'on croise dans certains jeux, tels que NetHack (1987). Le personnage joué a un sexe duquel dépendent les relations aux incubes et succubes rencontrés sur son chemin. Des jeux vidéo comme Castlevania, Final Fantasy, World of Warcraft, Disgaea, ou encore des jeux de rôle tels Donjons et Dragons ou Neverwinter Nights présentent des personnages incubes.
Le film de 1966 Incubus, le second et dernier long métrage réalisé en espéranto par Leslie Stevens, met en scène un incube et des succubes. Dans Incubus (1981), film canadien de John Hough, un jeune garçon a des cauchemars dans lesquels il voit des fillettes se faire violer puis assassiner. Le film L'Emprise (The Entity, 1983), réalisé par Sidney J. Furie, est basé sur le cas de Carla Moran (Barbara Hershey), vivant à Los Angeles et violée à plusieurs reprises par un démon, en 1974. Carlotta Moran a été aidé par un psychiatre, Phil Sneiderman, qui diagnostique un trouble hystérique. Incubus est un film d'horreur érotique réalisé par Jesús Franco et sorti en 2002. Incubus est un film britannique d'horreur réalisé par Anya Camilleri et sorti en 2005. Enfin, la série Paranormal Activity met en scène un démon incube qui sème le trouble dans les branches d'une famille via des manifestations cauchemardesques.
Le groupe britannique de rock gothique Inkubus Sukkubus existe depuis 1989. Incubus est le nom d'un groupe de rock alternatif formé en 1991 à Calabasas, en Californie, en plus d'être le titre d'une chanson du groupe Marillion disponible sur l'album Fugazi. Il existe également deux autres groupes de musique Thrash Death portant le nom Incubus : le premier est originaire de Louisiane et qui a été actif jusqu'au début des années 1990, et le second est originaire de Floride et dont certains membres ont joué dans Morbid Angel, Nocturnus et Hallows Eve. Le chanteur et bassiste du groupe de trash/death metal brésilien Sarcofago, Geraldo Minelli avait pour pseudonyme Incubus.